# 長電バス
長電バス株式会社（ながでんバス、英語訳:Nagadenbus Co., Ltd.）は、市内路線に長野県長野市・須坂市・高山村・小布施町・中野市・飯山市・山ノ内町・飯綱町を持つながでんグループのバス会社である。このほかにも高速路線（高速乗合バス）や急行バスなどがある。
1941年（昭和16年）以来長野電鉄直営であったバス事業を、1987年（昭和62年）から1995年（平成7年）にかけて長電バス・信州バス・信濃交通・長電整備の4社に分離した後、2006年（平成18年）にこれらを統合した会社である。2020年（令和2年）に同グループの飯山観光ハイヤーを合併したことを始まりに、ハイヤー事業（長電ハイヤー）も営んでいる。

## 沿革
前史（長野電鉄直営時代）
- 1927年（昭和2年）
  - 7月3日 - 長野電鉄株式会社の傍系として、長野温泉自動車株式会社設立
  - 7月11日 - 営業開始
  - 10月14日 - 信濃吉田駅前に営業所開設
  - 12月20日 - 権堂駅前に営業所開設
- 1929年（昭和4年）7月10日 - 湯田中駅前に営業所開設
- 1930年（昭和5年）11月19日 - 渋営業所開設
- 1933年（昭和8年）7月7日 - 山田温泉営業所開設
- 1934年（昭和9年）3月20日 - 高村自動車商会から松代・保科方面の一部路線の営業権を譲受
- 1936年（昭和11年）9月2日 - 野尻自動車商会から営業権を譲受
- 1941年（昭和16年）2月11日 - 長野電鉄株式会社、長野温泉自動車ほか20社から乗合自動車・貸切自動車営業権を譲受
- 1948年（昭和23年）11月29日 - 木島自動車営業所開設
- 1949年（昭和24年）4月10日 - 野尻自動車営業所開設
- 1953年（昭和28年）5月1日 - 中野自動車営業所開設
- 1956年（昭和31年）7月 - 牟礼自動車営業所開設
- 1960年（昭和35年）9月1日 - 自動車部営業事務所を須坂駅から本社（権堂駅）に移転
- 1962年（昭和37年）12月20日 - 蓮池自動車営業所開設
- 1964年（昭和39年）6月24日 - 長野バス営業区から貸切バス業務を分離し、長野貸切バス営業所開設（1970年（昭和45年）観光バスセンターに改称）。長野バス営業区を権堂から東和田に移転
- 1977年（昭和52年）3月15日 - 観光バスセンターを権堂駅から東和田に移転
- 1983年（昭和58年）
  - 9月1日 - 長野バス営業所・長野整備区を東和田から村山（現 長電バス本社）に移転。跡地を長野東郵便局に転用
  - 10月1日 - 中野整備区を長野整備区に統合
- 1986年（昭和61年）10月21日 - 分離子会社として信濃交通株式会社設立
- 1987年（昭和62年）
  - 3月15日 - 牟礼バス営業所管内の路線を信濃交通に移管
  - 9月20日 - 野尻バス営業所管内の路線を信濃交通に移管
- 1992年（平成4年）6月16日 - 分離子会社として信州バス株式会社設立。10月1日に北部バス営業区（飯山）管内の路線を移管
- 1994年（平成6年）
  - 3月 - 収支改善計画「21世紀にむけてのリストラクチャリング」策定。柳沢線（中野市）・山田牧場線（高山村）・国道牟礼線（長野市 - 牟礼村（当時））を休廃止
  - 9月1日 - 分離子会社として株式会社長電整備設立。10月1日に整備区の業務を移管

長電バスの歴史
- 1995年（平成7年）
  - 5月29日 - 長電バス株式会社設立。
  - 10月1日 - 長野電鉄株式会社より一般乗合旅客自動車運送事業及び一般貸切旅客自動車運送事業を譲受[3]（残存の南部バス営業区（長野・須坂）管内の路線）
- 1999年（平成11年） - 信州バス、無人化された木島駅の一部業務を受託
- 2006年（平成18年）4月1日 - 長電バス株式会社、信州バス株式会社・信濃交通株式会社・株式会社長電整備を吸収合併。旧信州バスを飯山営業所、旧信濃交通を飯綱営業所、旧長電整備を整備事業所とする
- 2007年（平成19年）10月1日 - 国道線を除く飯綱営業所（牟礼）管内路線を飯綱町新公共交通システム「iバス」として再編
- 2009年（平成21年）10月1日 - 長野営業所（須坂）管内路線の「すざか市民バス」として再編
- 2010年（平成22年）9月2日 - 高速バス長野駅前停留所を長電パーキング前（乗車場）・東急シェルシェ前（降車場）から、末広通り沿いの末広町ビルディング（Nacs末広）前に新設した9番のりばへ、長野駅前案内所を同ビル内へそれぞれ移転
- 2012年（平成24年）
  - 4月1日 - 国道線を除く飯綱営業所信濃町支所管内路線を信濃町新交通バスとして再編
  - 10月27日 - 長野営業所管内の路線で長野市バスICカード「KURURU（くるる）」を導入。同時に長野市内での回数乗車券の発売を終了
- 2015年（平成27年）10月31日 - 「すざか市民バス」4路線にICカード「KURURU（くるる）」を導入
- 2020年（令和2年）7月1日 - 飯山営業所に同居していた飯山観光ハイヤー株式会社（ながでんグループ傘下）を吸収合併[4]
- 2022年（令和4年）
  - 7月1日 - 急行バス長野 - 白根火山線を草津温泉まで延伸[5]
  - 10月1日 - 長電タクシー株式会社 湯田中営業所の事業および岳北ハイヤー有限会社（木島平村）のタクシー事業を分割吸収合併。飯山観光ハイヤーの事業と併せて、長電ハイヤーのブランドで営業開始[6]
- 2024年（令和6年）
  - 1月21日 - 運転手不足を理由に長野市内の一部除く全路線で日曜日の運行を運転手が確保できるまで当面の間休止する。祝日は土曜ダイヤで運行。ただし日曜に祝日が重なった場合は運休。
  - 4月1日 - 運転手不足に伴い市街地循環ぐるりん号減便
  - 8月4日 - 運転手不足に伴い運休していた日曜日の運行を平林線、浅川西条線、東長野病院線に限り減便の上再開。
  - 9月11日 - 長野電鉄の特急列車減便に伴い、12月6日までの期間限定で長野駅〜須坂駅間にて臨時夜特急を運行[7]。
- 2025年（令和7年）
  - 3月1日 - 長野市バスICカード「KURURU（くるる）」が地域連携ICカードにリニューアルされると同時に、「KURURU（くるる）」エリア内において交通系ICカード全国相互利用サービスによる利用が可能となる[8]。運賃改定。
  - 5月3日 - 11月30日までの土休日のみ、長野駅〜スノーモンキーパーク間の直行便にエアロキングを投入[9]。
  - 5月15日 - 高速バス 神戸・大阪・京都 - 長野・湯田中・飯山線を11月末までの期間限定で妙高高原駅などを経由するようになる。
  - 9月30日 - この日をもって牟礼線を廃止、（予定）。
  - 10月1日 - 牟礼線廃止に伴い運動公園線の柳町団地 - 返目間で北長野通りを経由する経路を三輪経由に変更（予定）。

## 高速バス

### 池袋・新宿線

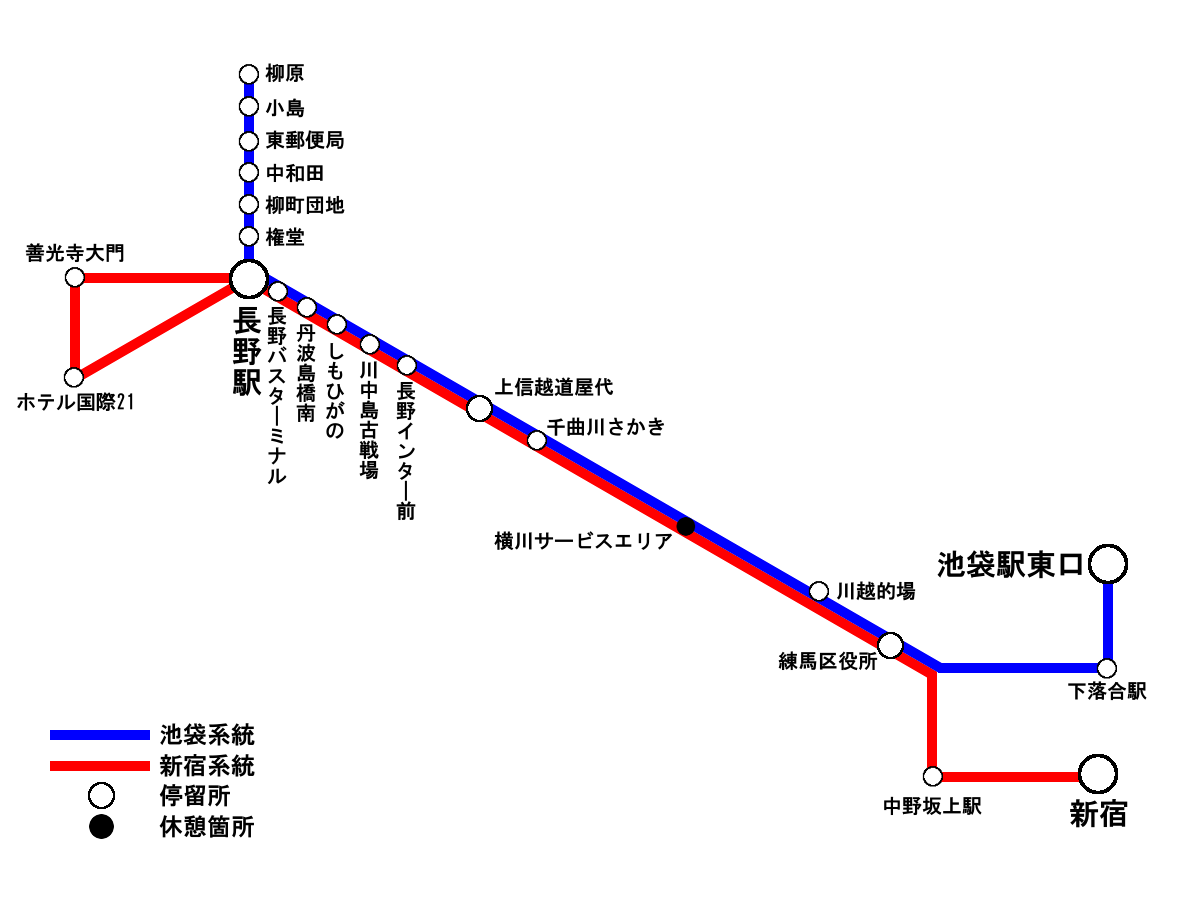
運行区間路線図

アルピコ交通・京王バスと共同運行。
運行経路
須坂駅 - 柳原 - 東郵便局 - 権堂 - 長野駅前 - 長野バスターミナル - 丹波島橋南 - しもひがの - 川中島古戦場 - 長野インター前 - 上信越道屋代 - 千曲川さかき - 川越的場 - 練馬駅（練馬区役所前） - 下落合駅 - 池袋駅東口
路線沿革
- 1961年（昭和36年）7月1日 - 渋谷駅 - 長野駅間に路線バス運行開始。
- 1964年（昭和39年）頃 - 利用客減少に伴い、減回更には季節運行へ。
- 1971年（昭和46年）6月30日 - 渋谷 - 長野線廃止。
- 1996年（平成8年）12月6日 - 高速バス池袋 - 長野線運行開始[10]。
- 2005年（平成17年）8月 - 川越的場バスストップ停車開始。
- 2007年（平成19年）8月1日 - サンシャインプリンスホテル乗り入れ廃止。
- 2013年（平成25年）10月1日 - 「長野インター前」停留所廃止、「おぎのや長野店」停留所新設[11]。
- 2014年（平成26年）4月1日 - 曜日だけでなく便ごとに運賃を設定するよう運賃制度を変更[12]。
- 2019年（令和元年）
  - 6月21日 - 運賃改定[13]。
  - 9月30日 - この日をもって西武バスは運行から撤退し、翌10月1日からは長電バスとアルピコ交通東京の共同運行となる[14]。
- 2020年（令和2年）
  - 4月1日 - 長野 - 新宿線と路線統合し、長野 - 池袋・新宿線となる（長電バス担当便は従来通り池袋発着）[15]。
  - 4月14日 - 新型コロナウイルスの影響により、この日より全便運休[16]。
  - 6月6日 - この日より一部便（長電バスは1日2往復）の運行を再開[16]。
- 2021年（令和3年）
  - 5月15日 - 長電バス運行便を須坂駅まで延伸。
  - 10月1日 - アルピコ交通東京がアルピコ交通に吸収合併され、担当事業者がアルピコ交通に変更となる。

使用車両
- 原則として化粧室付き3列シート・4列シート車両で運行される。

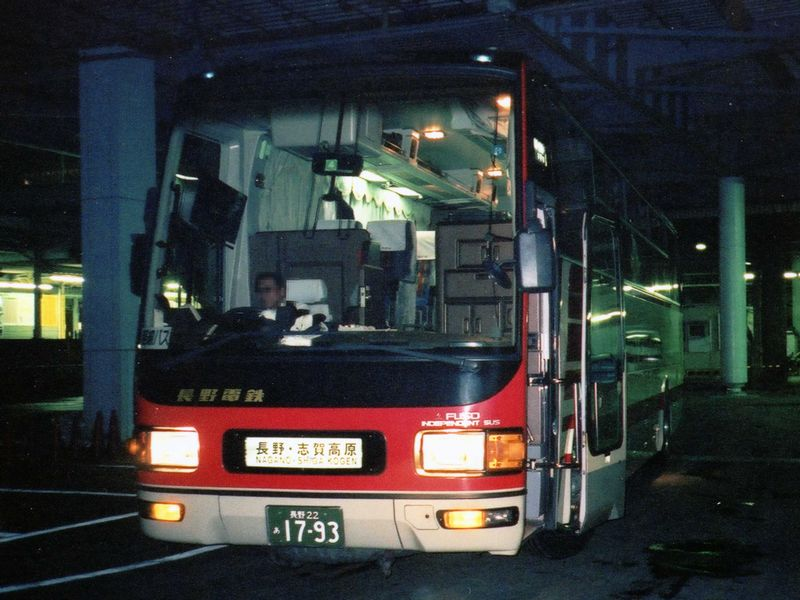
ドリーム志賀号の運用に就いていた夜行高速バス車両

その他
東京 - 長野間にはかつて以下のバス路線・系統も運行されていた。
- 渋谷 - 長野線（東京急行電鉄（当時））

全区間一般道を運行。東急初の本格的長距離路線バス。1971年廃止。
- 東京・新宿 - 長野・湯田中線（長野電鉄（当時）・JRバス関東）

中央道・長野道経由。もともとは長電が単独運行していた季節運行のバスで、中央高速バス新宿 - 長野線（京王電鉄バス・アルピコ交通）とほぼ同時期である1992年4月27日に定期運行開始。1999年3月31日廃止。

### 京都・大阪/USJ・神戸線
南海バスと共同運行。
運行経路

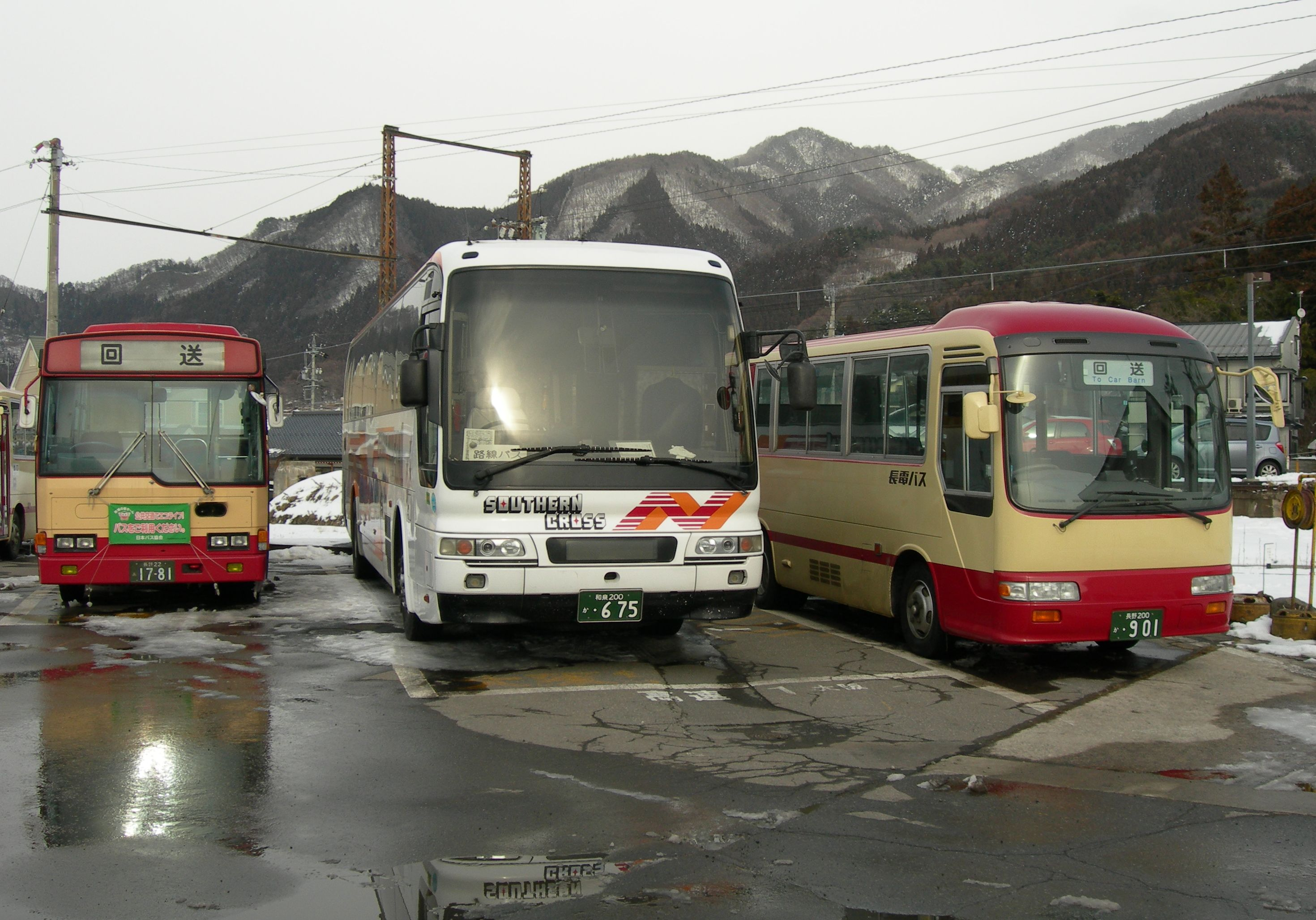
湯田中営業所で待機中の南海バスの車両

- （野沢温泉（新田ターミナル） - ）飯山駅（千曲川口2番のりば） - （妙高高原駅 - 道の駅しなの - ）湯田中駅 - 信州中野駅（2番のりば） - 小布施（しんきん前） - 須坂駅（3番のりば） - 権堂 - 長野駅前（善光寺口9番のりば） - 松代大橋 - 京都駅八条口（ホテル京阪前） - 大阪駅前（桜橋口アルビ前） - 湊町バスターミナル・なんば高速バスターミナル - 三宮バスターミナル・USJ[注釈 1]

路線沿革
- 1989年（平成元年）12月10日 - 長野電鉄と南海電気鉄道（いずれも当時）の共同運行により、志賀高原 - なんば高速バスターミナル間で夜行高速バスの運行を開始。
- 2000年（平成12年）頃 - 同路線の運行を廃止。
- 2004年（平成16年）6月11日 - 長野側発着地を湯田中に変更した上で運行開始（事実上の再開）。
- 2010年（平成22年）9月2日 - ダイヤ改正。運賃の改定と使用車両の変更を行い、高速京田辺での乗降取り扱いを開始。
- 2013年（平成25年）10月1日 - 「長野インター前」停留所廃止、「おぎのや長野店」停留所新設[11]。
- 2014年（平成26年）11月9日 - アップルシティー中野、高速京田辺での乗降取り扱いを廃止するとともに、飯山駅、信州中野駅、大阪駅前（桜橋口）での乗降取り扱いを開始[18]。
- 2015年（平成27年）3月1日 - 三宮バスターミナルでの乗降取り扱いを開始。あわせて運賃を改定[19]。
- 2017年（平成29年）7月18日 - USJ（ユニバーサル・スタジオ・ジャパン）での乗降取り扱いを開始[20]。
- 2018年（平成30年）11月21日 - 長野側発着地を野沢温泉に変更[21]。
- 2019年（令和元年）6月21日 - 運賃改定[13]。
- 2021年（令和3年）9月1日 - おぎのや長野店閉業に伴い、敷地内にあった「おぎのや長野店」停留所が道路沿いに移転し「松代大橋（長野インター西）」停留所に改称。
- 2025年（令和7年）5月15日 - 11月30日までの期間限定で野沢温泉行きを飯山駅まで短縮し、湯田中駅〜飯山駅間に道の駅しなのと妙高高原駅を追加[22]。

使用車両
- 原則として化粧室付き独立3列シート車両で運行される。
  - なお、湯田中発着での運行開始時より2010年9月1日までは化粧室付き4列シート車両で運行されていた。

備考
- 本路線の利用者は湯田中 - 志賀高原間の長電バス路線に正規運賃の半額で乗り継ぐことができる[23]。

### 新潟線
新潟交通と共同運行。

### 志賀高原 - 東京駅線
- 雪物語：奥志賀高原ホテル - プリンスホテル西館 - 一の瀬スキー場 - 志賀高原山の駅 - スノーモンキーパーク - 湯田中駅 (← 信州中野駅 ← 須坂駅 ← 権藤 ← 長野駅) - 東京駅 ※毎週金曜日と日曜日（月曜日が祝日の場合は日曜日は運休し月曜日）のみの運行。
  - 2024年（令和6年）12月20日 - 期間限定で運行開始[26]。
  - 2025年（令和7年）
    - 3月16日 - 2024年度の運行終了。
    - 8月3日 - 夏期運行実施予定[27]。

奥志賀高原ホテル発東京駅行きは昼行便、東京駅発奥志賀高原ホテル行きは夜行便として運行。

### 廃止路線

#### 長野 - 富山線
富山地鉄北斗バスと共同運行。各社1便ずつの運行。
運行経路
権堂 - 長野駅前 - 須坂（須坂駅） - 小布施（小布施北斎館入口） - 中野 - 黒部 - 魚津 - 滑川 - 総曲輪 - 富山駅前
路線沿革
- 2013年（平成25年）9月14日 - 運行開始[28]。
- 2014年（平成26年）11月21日 - 富山地鉄北斗バス担当便のみ、須坂に代わって須坂駅、小布施に代わって小布施北斎館入口への停車を開始[29]。
- 2016年（平成28年）3月12日 - 富山地鉄北斗バス担当便の須坂駅・小布施北斎館入口への停車をそれぞれ須坂・小布施へ戻す[30]。
- 2016年（平成28年）10月31日 - この日の運行をもって長野 - 富山線廃止[31][32][33]。

備考
- 2013年9月14日から2014年3月31日までの間、本路線の長野方面行きの利用者は長野電鉄の鉄道路線がどの区間でも片道300円で乗車することができた[34][35]。
- 2014年11月21日から、本路線の乗車証明書の提示で小布施町・須坂市内の観光施設等で割引が受けられるなどの特典が用意されていた[36]。

## 急行バス
長野駅の他、2015年3月14日に延伸開業した北陸新幹線の飯山駅から、周辺観光地への2次交通として以下の急行バスを運行している。冬季に新幹線の駅とスキー場を結ぶ路線がメインとなっている。
- 志賀高原線

- - 長野駅東口 - (無停車) - スノーモンキーパーク
  - 長野駅東口 - イオン中野店前 - スノーモンキーパーク - サンバレー - 志賀高原山の駅 - 木戸池 - ほたる温泉（硯川） - 渋峠 - 白根火山 - 草津温泉
  - 長野駅東口 - イオン中野店前 - スノーモンキーパーク - サンバレー - 志賀高原山の駅 - 焼額山入口プリンスホテル西館前 - 奥志賀高原ホテル
  - 飯山駅 - イオン中野店前 - スノーモンキーパーク - サンバレー - 志賀高原山の駅 - 焼額山入口プリンスホテル西館前 - 奥志賀高原ホテル（冬季のみ運行）
  - 野沢グランドホテル - 野沢温泉 - 飯山駅 - スノーモンキーパーク（冬季のみ運行）

冬季はほたる温泉（硯川） - 白根火山間運休[39]。
草津白根山の噴火警戒に伴う交通規制のため、当面の間渋峠 - 白根火山間運休[40]。

- 飯山駅 - 斑尾高原 - タングラム線（夏季の特定日と冬季のみ運行）
  - 飯山駅 - 山の家前 - プラザ前 - 斑尾高原ホテル - タングラム斑尾

飯山駅 - 斑尾高原ホテル間では飯山市コミュニティバス斑尾線も運行されている[41]。
2015年の夏季は「急行 黒姫線」として、タングラム斑尾から野尻湖を経由して黒姫駅まで乗り入れていた[42]。
2015年 - 2016年のシーズンまでは、冬季の土休日に「急行 斑尾・タングラム・赤倉線」として、タングラム斑尾から赤倉温泉（赤倉銀座）まで乗り入れていた[43]。

- 戸狩温泉スキー場線（冬季のみ運行）
  - 飯山駅 - 仲町 - 信濃平 - 戸狩温泉スキー場 - 二ツ宮

- 野沢線（冬季のみ運行、アルピコ交通と共同運行）
  - 長野駅東口 - (途中無停車) - 野沢温泉中央ターミナル（2020年度以降）
  - 長野駅東口 - 前坂 - 中尾 - 野沢温泉中央ターミナル - 野沢グランドホテル（2015年12月19日～2017年度）
  - 長野駅東口 - 豊田道の駅[注釈 2] - 飯山駅 - 本町 - 木島 - 中村 - 富田入口 - 湯の入荘入口 - 関沢 - 笹沢 - 前坂 - 中尾 - 新田 - 野沢温泉 - 野沢グランドホテル（2015年3月13日まで）

2015年3月13日までは毎日運行であったが、翌日より一旦運行を休止したのち同年12月19日から冬季のみ運行が再開された。この際、併せて経由地が変更された[44]。2016年12月3日より土休日のみの運行に変更[45]の後、2017年度より運行休止[46]したのち、2020年冬より、アルピコ交通と共同にて運行再開された[47]。

- 白馬 - 志賀高原線（冬季のみ運行、アルピコ交通と共同運行）
  - 白馬八方バスターミナル - スノーモンキーパーク - 志賀高原山の駅

従来長野駅でバスの乗り継ぎが必要だった、白馬 - スノーモンキーパーク・志賀高原間の移動を乗り換えなしで可能にするため、2018年1月22日に運行開始した急行バス[48]。訪日外国人旅行客をメインターゲットにしている[49]。運行初年度のみ、志賀高原側の起終点が蓮池だった[48][50]。

- 長野 - 大町・扇沢線（夏季・秋季のみ運行、アルピコ交通・アルピコタクシーと共同運行）
  - 特急 雷鳥ライナー：(ホテルメトロポリタン長野 ←) 長野駅東口 - 小川新田 - 日影 - 千見 - 美麻ぽかぽかランド前 - 新行 - 大町スキー場 - 信濃大町駅 - 大町温泉郷 - ホリデイ・インリゾートくろよん - 扇沢

夏季の繁忙期限定の応援扱いの路線で、2022年7月16日より毎年夏の繁忙期期間のみ1日1往復分を担当[51]。アルピコ交通担当便も志賀高原線同様VISAカードでの車内決済に対応しているため[52]この路線でもVISA決済が可能となっている[53]。
  -     - 2022年7月16日 〜 9月27日：1日1往復を担当[54]。
    - 2024年7月13日 〜 9月24日：1日1往復を担当。

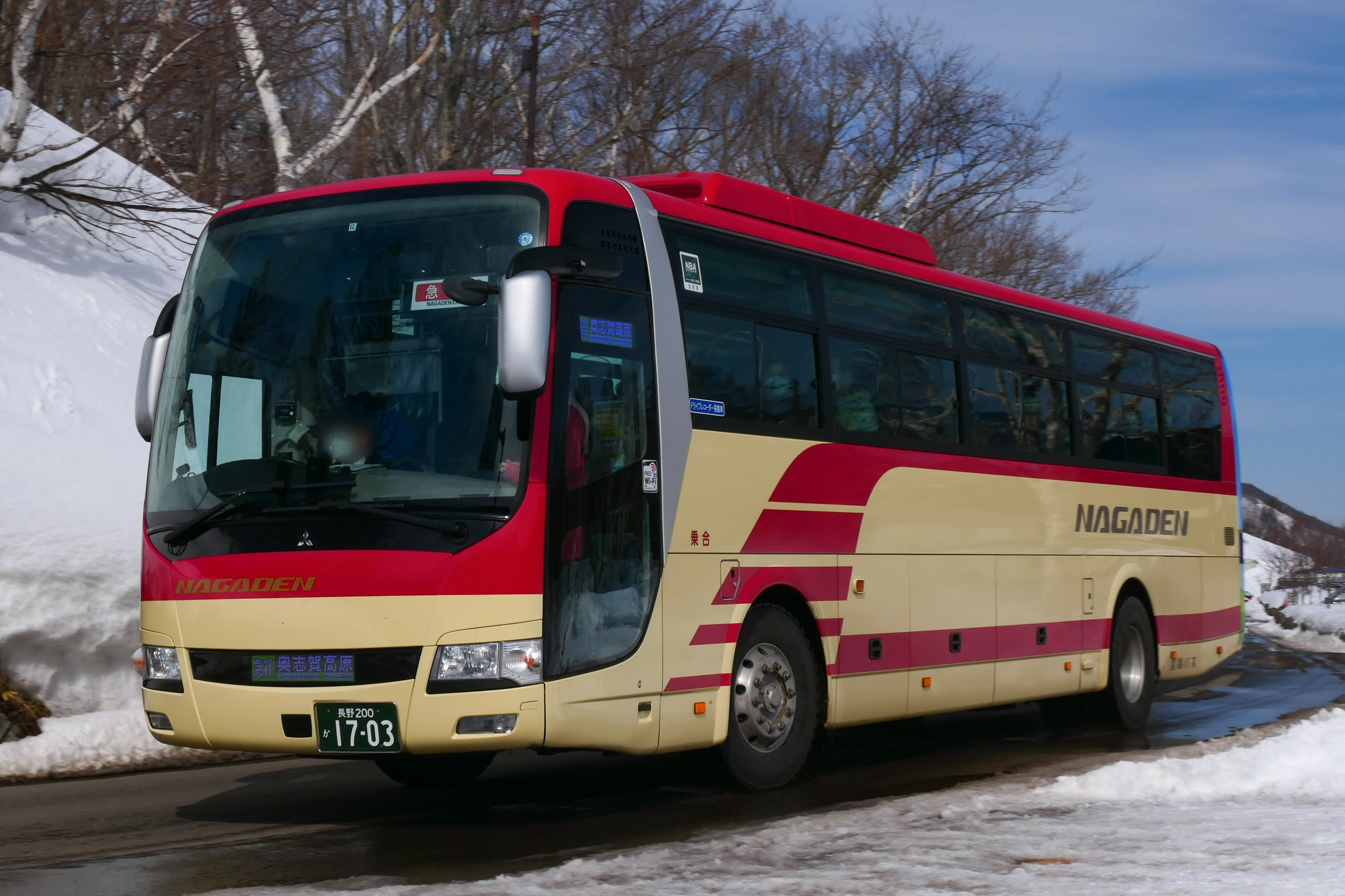
志賀高原線
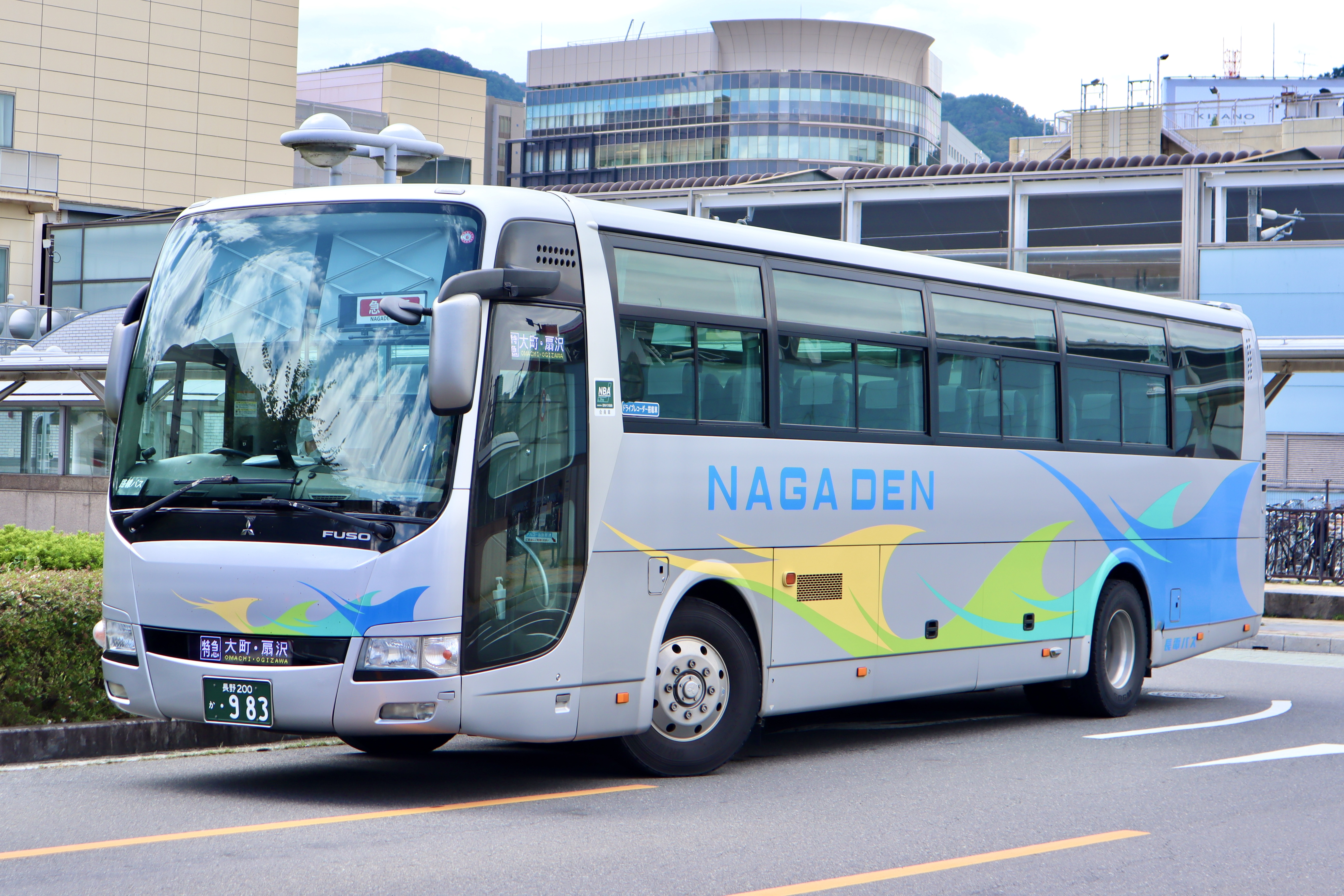
大町・扇沢線

### 野沢・飯山駅・斑尾周遊バス
北信地域を訪れる外国人スキー客は1週間以上滞在するケースが多く、複数のスキー場で滑りたいという要望があることから、各宿泊施設が送迎する例も出てくるようになった。こうした状況を受けてスキー場の若手スタッフから周遊バスを運行したらどうかと発案があり、野沢温泉・戸狩温泉・斑尾高原の3つのスキー場を結ぶ「野沢・戸狩・斑尾周遊バス」として2010年 - 2011年のスキーシーズンから運行が開始された。
その後、北陸新幹線延伸開業後の2015年 - 2016年のシーズンより途中の経由地が戸狩温泉スキー場から飯山駅に変更され、「野沢・飯山駅・斑尾周遊バス」として運行されるようになった。また、従来は前日までに乗車停留所のあるスキー場への事前予約が必要であったが、同シーズンより不要となった。
なお、かつて経由していた3か所のスキー場の頭文字をとって「NOTOMAバス」と表記される場合もある。
冬季のみの運行で、野沢温泉中央ターミナル - 野沢温泉第一駐車場間のみの利用はできない。
- 野沢・飯山駅・斑尾周遊バス
  - 野沢温泉 - 野沢温泉第一駐車場 - 飯山駅 - 山の家前 - プラザ前 - 斑尾高原ホテル（2016年 - 2017年のシーズン以降）
  - 野沢温泉 - 野沢温泉第一駐車場 - 飯山駅 - 斑尾高原ホテル（2015年 - 2016年のシーズン）[59]
  - 野沢温泉 - 野沢温泉第一駐車場 - とがりん家前ターミナル - 斑尾高原ホテル（2015年3月8日まで）

### 廃止路線
- 北志賀高原線（冬季のみ運行）
  - 長野駅東口 - よませスキー場 - 小丸山スキー場 - 竜王ターミナル - 高井富士スキー場
- 斑尾高原線（冬季のみ運行）
  - 長野駅東口 - 斑尾高原ホテル - プラザ前 - 斑尾高原山の家 - タングラム斑尾
- 善光寺 - 小布施シャトルバス（2015年の善光寺御開帳期間中のみ運行）[60]
  - （長野駅東口） ← 善光寺大門 - （須坂蔵の町並入口） - 小布施ハイウェイオアシス - 小布施北斎館入口

- 飯山北志賀高原線（冬季の土休日のみ運行）
  - 飯山駅 - 木島平村観光交流センター - 高井富士スキー場 - 竜王スキー場（2016年12月17日以降）
  - 飯山駅 - 道の駅FARMUS木島平 - 木島平村観光交流センター - 木島平スキー場スキーセンター - 木島平スキー場第10リフト - 高井富士スキー場 - 竜王スキー場 - 小丸山スキー場 - よませスキー場（2016年3月27日まで）[61]

飯山駅 - 木島平村観光交流センター間では木島平村が木島平村シャトル便の運行も行っている[注釈 3][62]。

## 一般路線バス

### 長野営業所長野管内

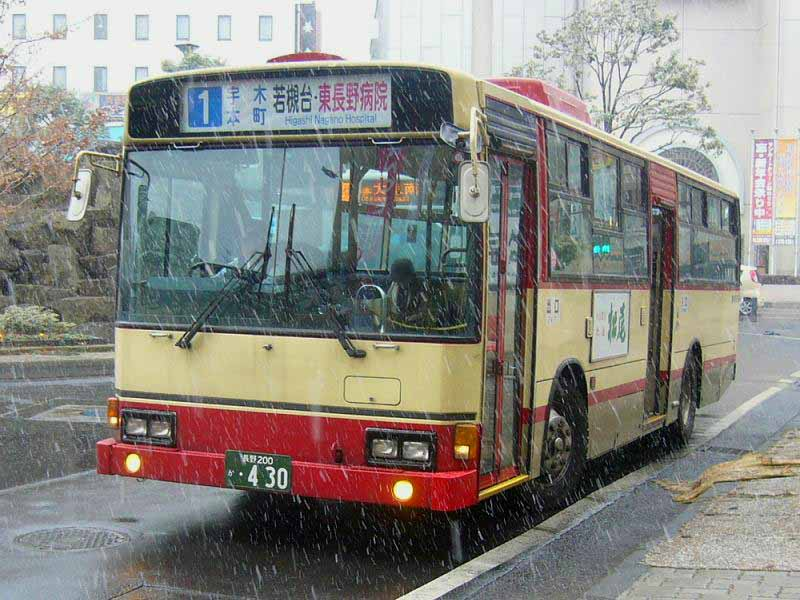
東長野病院線

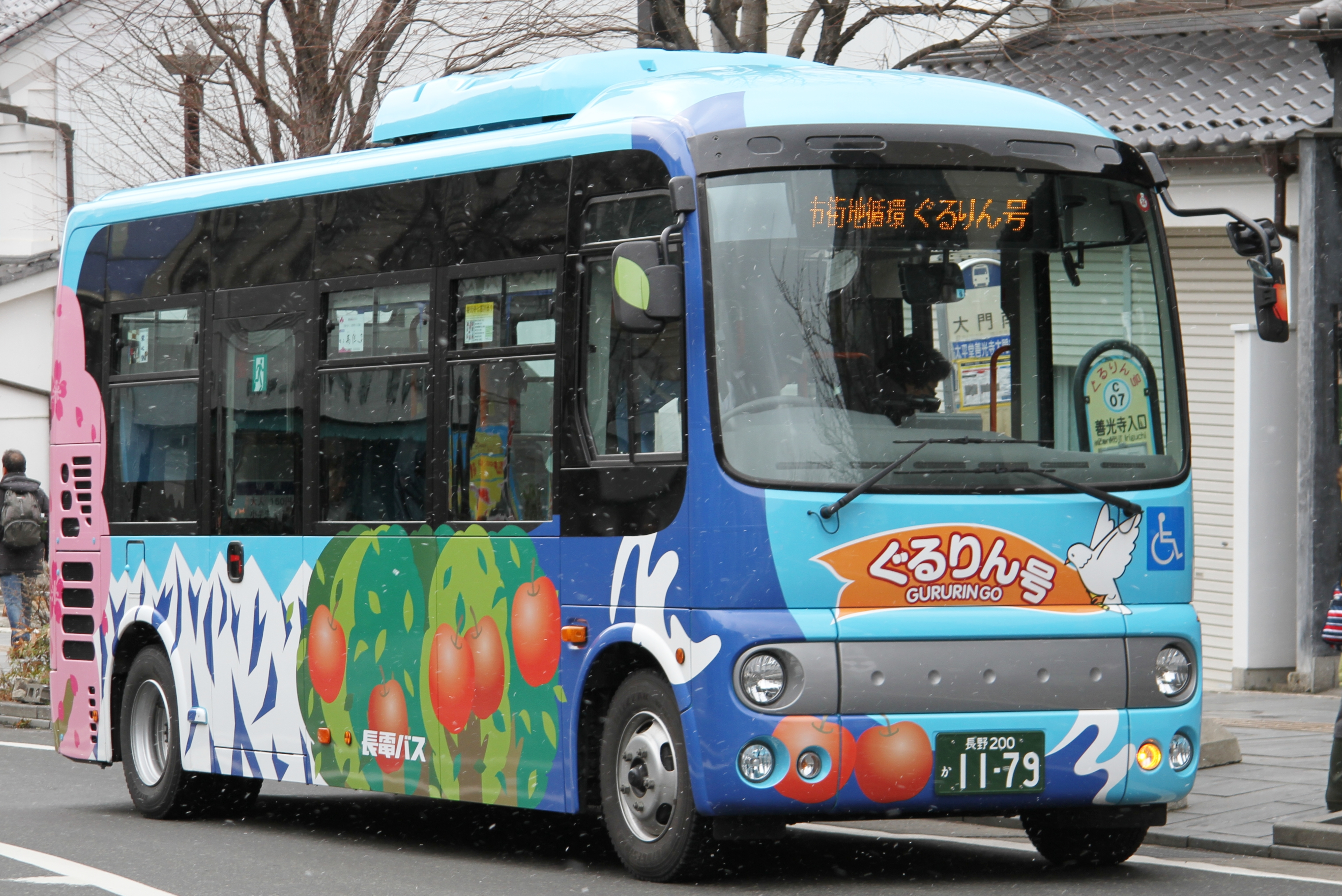
ぐるりん号

本社営業所。主に以下の長野市内の路線を管轄するほか、市街地循環ぐるりん号及び東北ぐるりん号の運行を長野市から受託している。全ての路線で地域連携ICカードKURURU及び交通系ICカード（Suicaなど）が利用可能。
かつては共同運行の大豆島保科温泉線を除いて系統番号が1から順に不規則に割り当てられていたが、2020年に川中島バスと同様に長野駅のりばの番号を先頭とする方式に変更された。長野駅を経由しない便は100番台となっている。
- 46 大豆島保科温泉線（アルピコ交通と共同運行）
  - 長野駅 - 昭和通り - 市役所前 - 南俣 - 風間 - 大豆島小学校前 - 大豆島東団地 - 落合橋 - 牛島 - 若穂病院（一部便は通過）- 領家 - 川田駅 - 若穂団地 - 保科 - 保科温泉
- 51 平林線 
  - 長野駅 - 昭和通り - 権堂 - 柳町団地 - 平林 - 西和田 - 長野日大ゲートウェイ - 東和田 - 東郵便局 - 北尾張部 - FICT - 柳原中央 - （柳原駅 - 市民病院） - 柳原
- 52 運動公園線 
  - 長野駅 - 昭和通り - 権堂 - 柳町団地 - 中央警察署 - 桐原 - 北長野駅 - 太田 - 運動公園 - 運動公園東
- 55 牟礼線 
  - 長野駅 - 昭和通り - 権堂 - 城東小学校 - 三輪 - 本郷駅 - 宇木 - 吉田高校 - 吉田 - 稲田 - 徳間 - 東条 - 若槻局前 - 若槻台 - 上野中央公園 - 見晴 - 福井団地 - 牟礼駅 - 飯綱営業所
- 61 浅川西条線
  - 長野駅 - 昭和通り - 権堂 - 長野高校 - 宇木 - 広町県住 - 若槻団地 - 浅川住宅地 - 西条団地 - 浅川西条
- 62 東長野病院線
  - 長野駅 - 昭和通り - 権堂 - 長野高校 - 宇木 - 吉田高校 - 本町 - 稲田 - 徳間北 - 東条中 - 若槻小学校 - 上野中央公園 - 清泉大学・短大 - 東長野病院
- 62B 若槻局・東長野病院線
  - 長野駅 - 昭和通り - 権堂 - 長野高校 - 宇木 - 吉田高校 - 本町 - 稲田 - 徳間北 - 東条 - 若槻局前 - 清泉大学・短大 - 東長野病院
- 63 三才線 
  - 長野駅 - 昭和通り - 権堂 -  長野高校 - 宇木 - 吉田高校 - 吉田 - 稲田宮前 - 徳間小学校 - 高専 - 市立高校 - 駒沢団地 - 三才駅 - リハビリセンター - 市民病院 - 柳原
- 64 マユミダ・三才線 
  - 長野駅 - 昭和通り - 権堂 - 長野高校 - 檀田 - 徳間小学校 - 高専 - 市立高校 - 駒沢団地 - 三才駅 - リハビリセンター - 市民病院 - 柳原
- 81 日赤線 
  - 長野駅東口 - 文化会館入口 - 若里 - 日赤 - 水野美術館 - アークス中央
  - 長野駅東口 → 文化会館入口 → 若里 → 日赤 → 水野美術館前 → ビッグハット
- 82 須坂屋島線 
  - 長野駅 - 昭和通り - 南千歳町 - 長野駅東口 - 鶴賀七瀬 - 高田 - 南長池 - エムウェーブ - 長野東高校 - 屋島 - 井上 - メセナホール - 須坂高校前 - 須坂駅
- 82B 綿内屋島線 
  - 長野駅 - 昭和通り - 南千歳町 - 長野駅東口 - 鶴賀七瀬 - 高田 - 南長池 - エムウェーブ - 長野東高校 - 屋島 - 須坂長野東IC - 湯〜ぱれあ - 綿内駅
- 155 牟礼線（飯綱町内折返し便）
  - 見晴 - 福井団地 - 牟礼駅 - 飯綱病院 - 飯綱営業所
- 161 浅川西条市民病院線
  - 柳原 - 市民病院 - 三才駅 - 若槻団地 - 浅川西条
- 162 三才東長野病院線
  - 東長野病院 ← 市立高校 ← 駒沢団地 ← 三才駅 ← リハビリセンター ← 市民病院 ← 柳原

#### 廃止路線
（系統番号・停留所名は廃止当時の名称）
- 1 東長野病院線（支線） - 1995年（平成7年）7月1日廃止（経路変更）
  - 東長野病院 - 昭和の森公園 - 皐月高校 - 三才駅 - 柳原
  - 東長野病院 - 吉田 - 運動公園 - 東郵便局 - 柳原
- 4 SBC・運動公園線
  - 長野駅 - 権堂 - 長野高校 - SBC - 吉田 - 運動公園（ - 東郵便局 - 柳原）
- 5 市役所 - 運動公園線
  - 長野駅 - 市役所 - 運動公園
- 6 市役所・浅川団地線（および支線）
  - 長野駅 - 市役所 - 浅川団地
  - 浅川団地 - 三才駅 - 柳原
- 6 日赤・檀田線 - 2004年（平成16年）5月24日運行開始、2011年（平成23年）12月18日廃止
  - 浅川西条 - 若槻団地 - 檀田 - 長野高校 - 権堂 - 南千歳町 - メルパルク - 長野駅東口 - 文化会館入口 - 若里 - 日赤 - アークス中央
- 8 柳原・屋島線 - 2011年（平成23年）12月18日廃止
  - 柳原 - 柳原中央 - 千曲住宅地 - 富士通長野 - 朝陽小学校 - 屋島
- 8 綿内・村山線 - 2013年（平成25年）9月30日廃止
  - 綿内駅 - 須坂長野東IC - 村山駅
- 9 平林・柳原線（支線）
  - 長野駅 - 権堂 - 平林 - 運動公園
  - 長野駅 - 権堂 - 平林 - 柳原 - 須坂駅
  - 善光寺大門 - 平林 - 柳原（2011年（平成23年）12月18日廃止）
- 10 マユミダ・柳原線 - 1995年（平成7年）7月1日廃止
  - 長野駅 - 権堂 - 長野高校 - マユミダ - 吉田 - 運動公園 - 東郵便局 - 柳原
- 13 国道・牟礼線 - 1995年（平成7年）7月1日廃止
  - 長野駅 - 権堂 - 平林 - 柳原 - 豊野 - 牟礼営業所
- 14 保科温泉線 - 2016年（平成28年）4月1日、アルピコ交通 46 大豆島線との統合に伴い経路変更
  - 長野駅 - 昭和通り - 南千歳町 - メルパルク - 長野駅東口 - 文化会館入口 - 若里 - 日赤 - 水野美術館前 - ビッグハット - 母袋 - 松岡 - 大豆島 - 大豆島東団地 - 落合橋 - 牛島 - （若穂病院） - 領家 - 川田駅 - 若穂団地 - 保科 - 保科温泉

（系統番号付与以前に廃線）
- 仁ノ倉線 - 1955年（昭和30年）6月22日運行開始、1992年（平成4年）10月1日休止
  - 長野駅 - 善光寺 - 坂中 - 野村上 - 仁ノ倉 - 黒姫駅 - 野尻湖（飯綱町内では飯綱町i（アイ）バスとして、信濃町内では信濃町新交通バスとして部分的に現存）
- 国道・中野線
  - 長野駅 - 平林 - 柳原 - 豊野 - 立ヶ花 - 中野駅（立ヶ花 - 中野駅間は立ヶ花線として現存）

### 長野営業所須坂管内

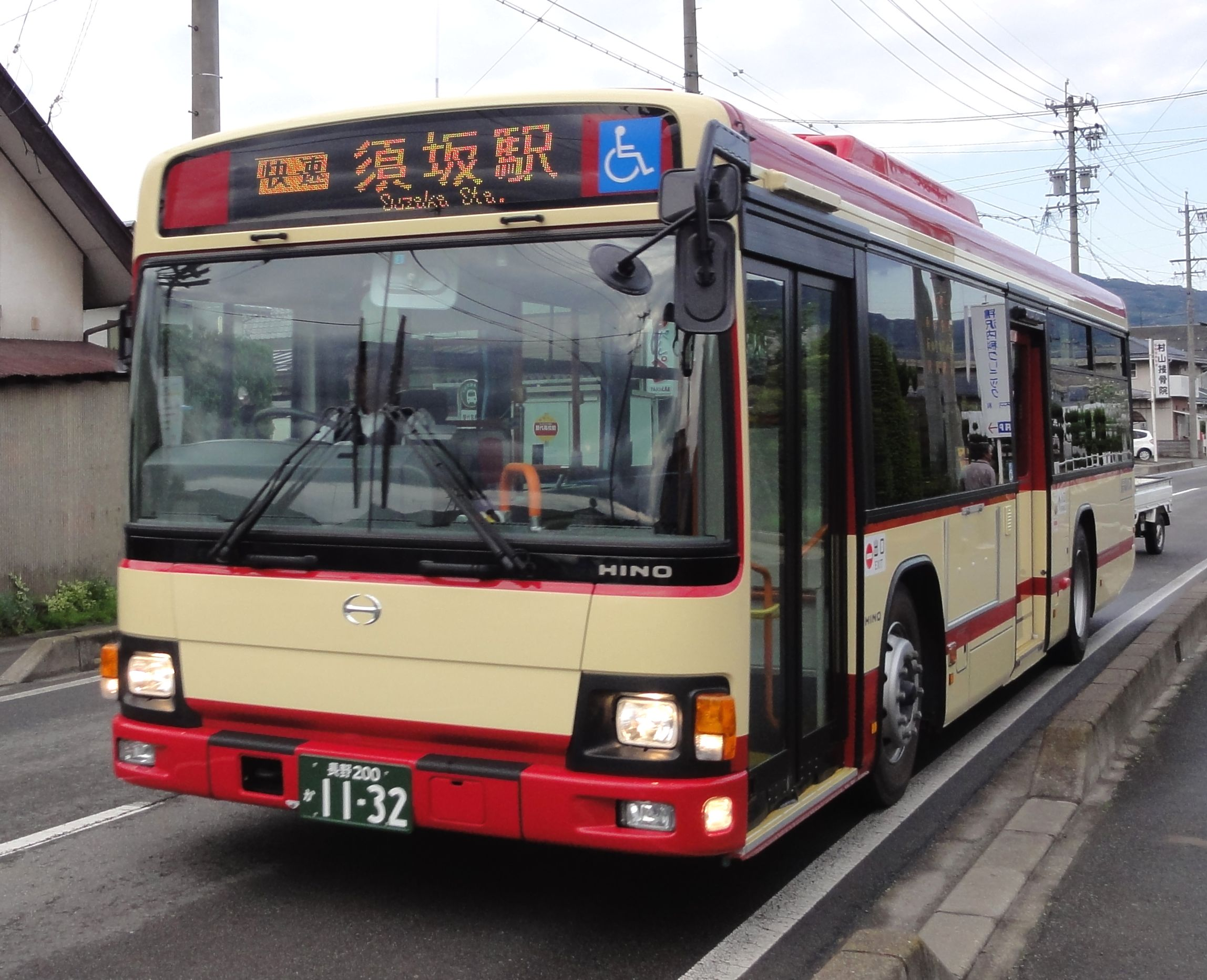
屋代須坂線の快速便

須坂市・上高井郡高山村内の路線を管轄するほか、すざか市民バスの運行を須坂市から受託している。特に事務所は持たず、車両は長野営業所に置かれている。
KURURUはサービス開始当初は利用できなかったが、2018年までに全ての路線で利用可能になった。
- T 山田温泉線 
  - 須坂駅 - 本郷 - 高山小学校 - 役場前 - 二ツ石 - YOU游ランド - 蕨温泉 - 山田温泉
  - 須坂駅 - 本郷 - 高山小学校 - 役場前 - 駒場 - YOU游ランド - 蕨温泉 - 山田温泉
  - 牧車庫 → 牧 → YOU游ランド → 駒場 → 役場前 → 高山小学校 → 本郷 → 須坂駅

2018年10月1日の再編で、須坂駅 - 山田温泉間の通し運行は朝夕の通勤通学時間帯のみとなり、日中は須坂駅 - YOU游ランド間の折り返し運行となった。なお、山田温泉 - YOU游ランド - 牧車庫間で長電バスの便が運行されない時間帯を中心に、高山村がワゴン車による「ふれあい号」奥山田牧線の運行を行っている[64][65]。同日より、ふれあい号を含めKURURUが使用可能になった[66]。

- R 屋代須坂線（長野電鉄屋代線代替バス） （シンリク観光と共同運行）
  - 須坂駅 - （信州医療センター） - 井上 - 須坂長野東インターチェンジ - 綿内駅 - 若穂病院 - 川田駅 - 大室駅 - 金井山 - 松代駅 - 象山口 - 岩野 - 雨宮中 - 屋代高校前 - 屋代駅
  - 須坂駅 - 井上 - 須坂長野東インターチェンジ - 綿内駅 - 若穂病院 - 川田駅 - 大室駅 - 金井山 - 松代駅 -（松代高校） - 象山口 - 雨宮北町 - 屋代高校前 - 屋代駅

朝時間を中心に快速便の運行があるほか、松代駅発着となる区間便の設定がある。松代駅を越えて乗車する場合は乗り継ぐ前に運転士に申告し全区間の運賃を支払い、乗継券を受け取る。

かつては高速便も運行されていた。
- 高速便：松代駅 → 長野インター前 → （上信越自動車道まわり） → 市役所西 → 末広町 → 須坂駅
高速便では、松代駅・長野インター前は乗車のみ、市役所西 - 須坂駅間は降車のみ。通学定期券所持者の乗車を優先し、現金・通勤定期券・回数券の利用については高速バス予約センターにて事前予約（この場合、予約定員5人まで）が必要。

#### すざか市民バス
もと仙仁線、米子線（廃止代替バス）、明徳団地線（廃止代替バス）、相ノ島線（廃止代替バス）として長電バスが須坂市内で運行していた路線を再編し、2009年（平成21年）10月1日から「すざか市民バス」として実証運行を開始した。
- S 仙仁線 
  - 須坂駅 - 臥竜公園入口 - 南原町東 - 湯っ蔵んど - 仙仁
- Y 米子線 
  - 須坂駅 - 臥竜公園入口 - 南原町東 - 豊里 - 塩野 - 米子不動尊
- K 北相之島線 
  - 須坂駅 - 北須坂駅 - 北相之島町
- M 明徳団地線 
  - 須坂駅 - 臥竜公園入口 - 小山 - 望岳台団地 - 下八町 - 明徳団地
- おはようライナー仙仁豊丘
  - 須坂駅 ← 臥竜公園入口 ← 南原町東 ← 豊里 ← 塩野 ← 仙仁
- おはようライナー米子明徳 
  - 須坂駅 ← 臥竜公園入口 ← 小山 ← 望岳台団地 ← 下八町 ← 明徳団地入口 ← 豊里 ← 塩野 ← 米子不動尊
- おかえりライナー 
  - 須坂駅 → 臥竜公園入口 → 南原町東 → 豊里 → 塩野 → 仙仁

### 湯田中営業所中野管内
主に中野市内の路線を管轄する。
- 20 上林線

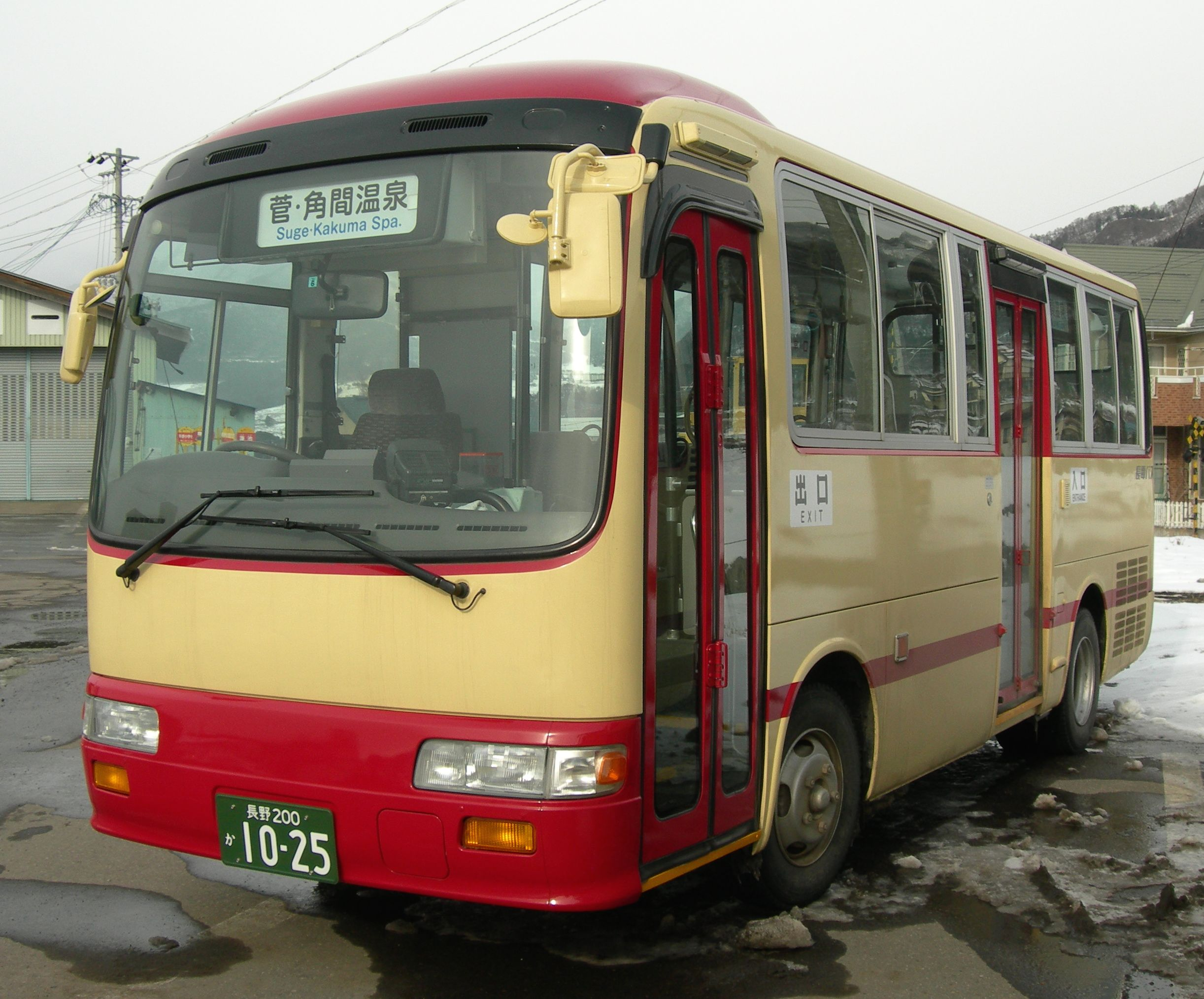
菅・角間線

  - 中野駅 - 中町 - 松川駅 - イオン中野店前 - 竹原 - 夜間瀬 - 湯田中駅 - 渋温泉 - スノーモンキーパーク
- 立ヶ花線
  - 中野駅 - 北信病院 - 市民プール - 江部 - 高丘工業団地 - 立ヶ花駅
- 永田・親川線
  - 中野駅 - 北信病院 - 吉田 - 上今井 - 替佐駅 - 永田 - 親川
- 菅線
  - 中野駅 - 中町 - 松川駅 - イオン中野店前 - 竹原駅 - 菅
  - 中野駅 - 中町 - 松川駅 - イオン中野店前 - 竹原駅 - 湯田中駅

土曜・休日と12月29日 - 1月3日は運休
- 10 中野木島線（長野電鉄木島線代替バス）
- 11 合庁線
  - 中野駅 - 北信病院 - 吉田 - （長嶺団地） - 合同庁舎前 - 古牧 - 蓮駅入口 - 日赤 - 飯山駅
  - 中野駅 - 北信病院 - 若宮公民館 - 高社中学校 - 北間長瀬 - 合同庁舎前 - 古牧 - 蓮駅入口 - 日赤 - 飯山駅

土曜・休日と12月29日 - 1月3日は運休

#### 楽ちんバス
長電バスとしての路線の他に、山ノ内町のコミュニティバスである楽ちんバスの運行を受託している（長電ハイヤーとして受託）。
全路線とも土曜・休日と12月29日 - 1月3日の間は運休する。
- 西・北部ルート
  - 湯田中駅 - 夜間瀬駅 - 夜間瀬スキー場 - 裏落合
- 南部ルート
  - 湯田中駅 - 角間温泉 - 穂波農協 - 菅 - 湯田中駅

#### 廃止路線
- 間山線 - 2016年（平成28年）9月30日運行終了（中野市の市町村運営有償運送「ふれあいバス」に転換）
  - 中野駅 - 北信病院 - 中町 - 高校入口 - 更科 - 間山 - 温泉公園（ぽんぽこの湯）
- 須賀川線 - 2017年（平成29年）9月30日運行終了（楽ちんバスに転換）
  - 中野駅 - 中町 - 王日神社 - イオン中野店前 - 竹原 - 夜間瀬駅 - 夜間瀬スキー場 - 落合北

### 湯田中営業所湯田中・志賀高原管内
下高井郡山ノ内町内の路線を管轄する。

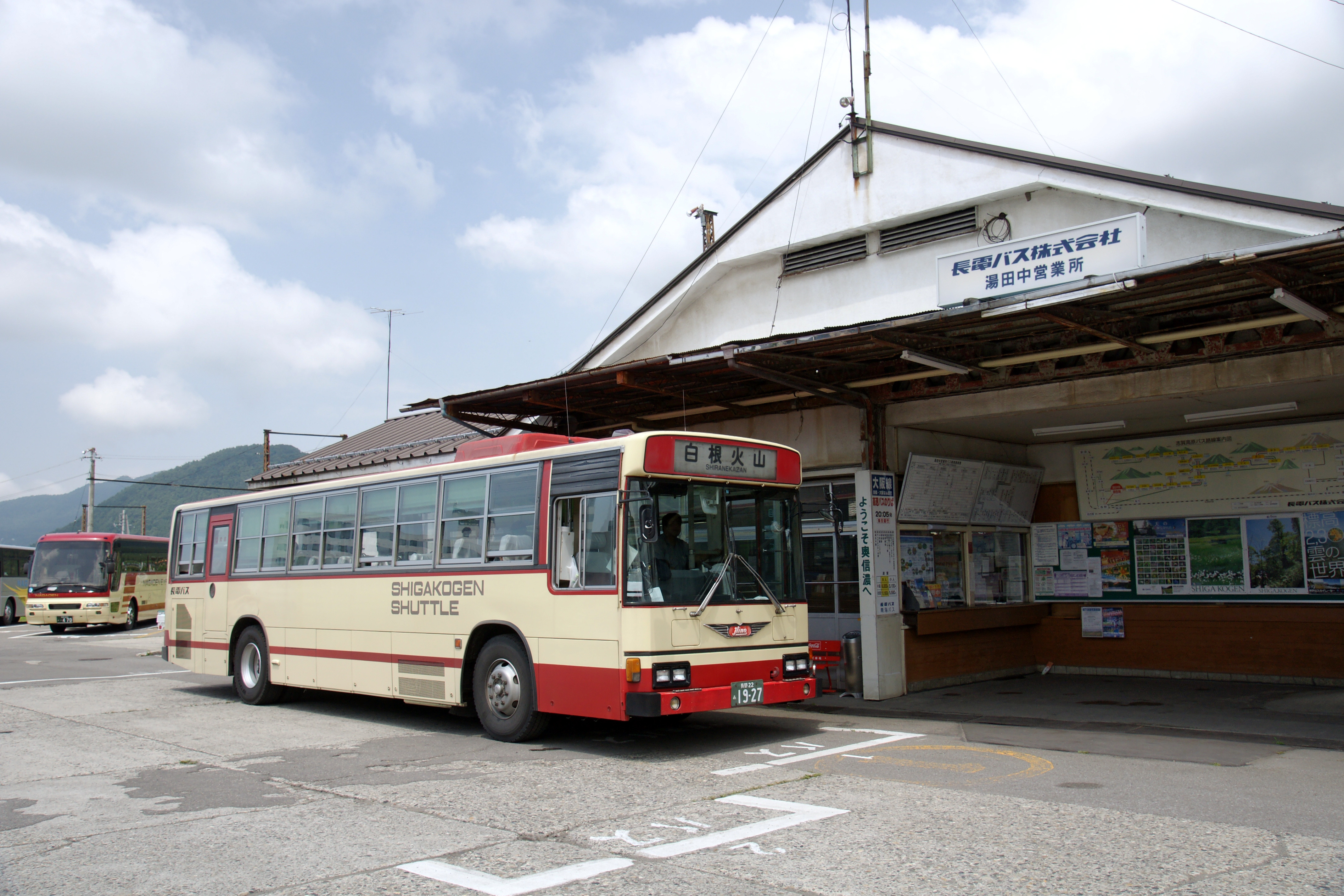
湯田中営業所

志賀高原内の観光輸送を担っており、スキーシーズン中には一部の時間帯・区間においてスキーシャトルバスとして無料で乗車することができる。かつては志賀高原スキー場共通リフト券（ICチケット）を所持し、車載機にタッチした場合のみ無料だった。
- K 白根火山線
  - 湯田中駅 - 渋温泉 - スノーモンキーパーク - サンバレー - 志賀高原山の駅 - 木戸池 - ほたる温泉（硯川） - 横手山スキー場（陽坂） - 渋峠 - 白根火山
- S 奥志賀高原線
  - 湯田中駅 - 渋温泉 - スノーモンキーパーク - サンバレー - 志賀高原山の駅 - 焼額山入口プリンスホテル西館前 - 奥志賀高原ホテル

冬季はほたる温泉（硯川）（一部は横手山スキー場（陽坂）） - 白根火山間運休[69]。
草津白根山の噴火警戒に伴う交通規制のため、当面の間渋峠 - 白根火山間運休[40]。

スキーシャトルバスとしての区間は以下のようになっている。
- スキーシャトルバス
  - サンバレー - 横手山スキー場（陽坂）
  - サンバレー - 奥志賀高原ホテル
  - 志賀山温泉 → サンバレー → 丸池 → 志賀高原山の駅

志賀山温泉始発便のサンバレー以遠の停留所はすべて降車専用

### 飯山営業所管内

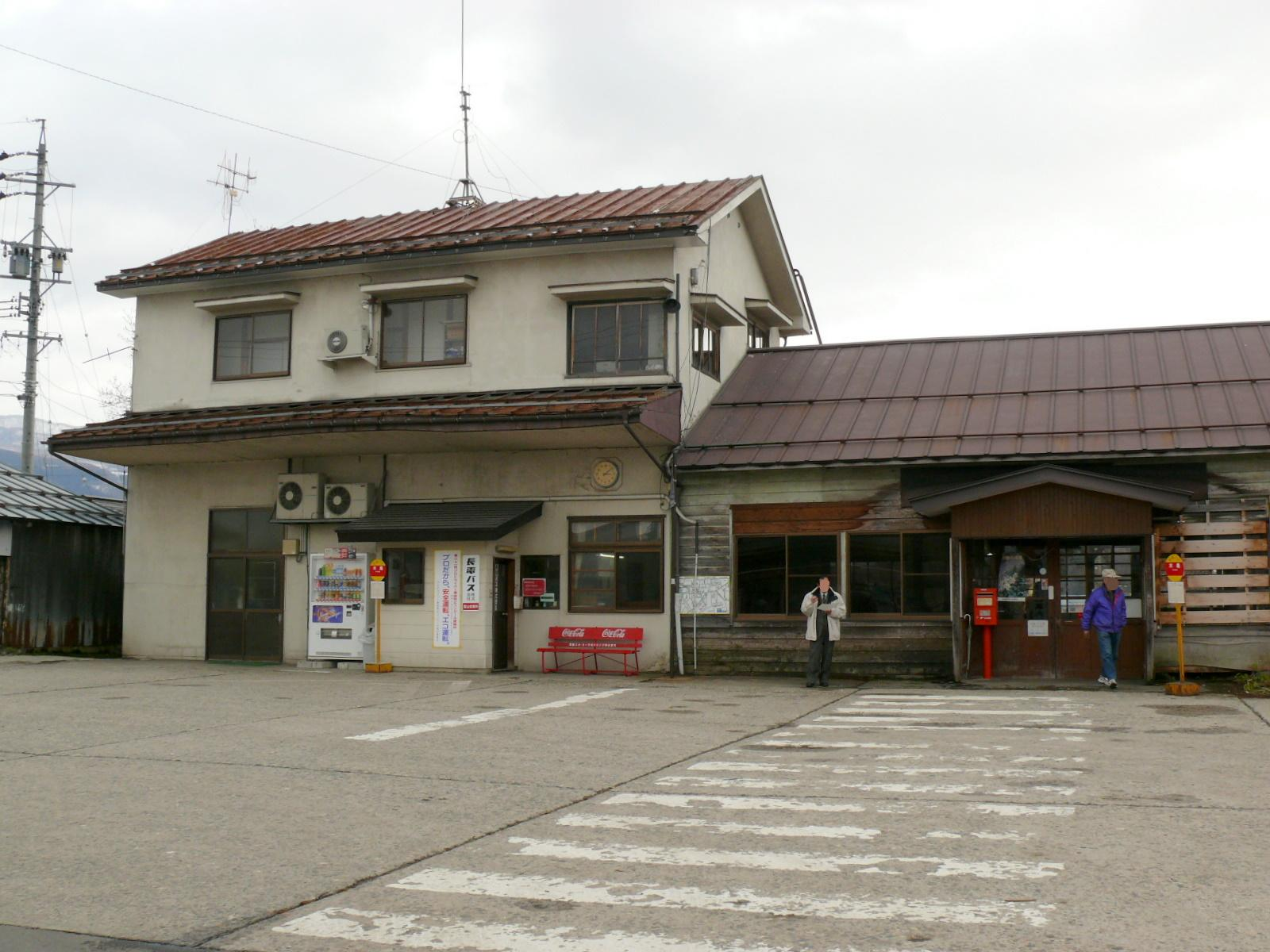
飯山営業所（建替え前・旧木島駅舎）

旧・信州バス本社営業所。主に飯山市・下高井郡木島平村・同郡野沢温泉村内の路線を管轄する。
事務所は木島駅跡に置かれ、車両の行先表示では「木島」と表記される。
- 9 野沢線
  - 飯山駅 - （日赤） - 本町 - 木島 - 中村 - 野沢温泉（ - 野沢グランドホテル）

飯山駅 - 野沢温泉間ではのざわ温泉交通が野沢温泉ライナーの運行も行っている。そちらは当路線とは異なり北飯山、常盤方面を経由する[71]。
2024年12月14日に野沢温泉ライナーに「Suica」を導入したが、当路線は「KURURU」「Suica」「PASMO」などの交通系ICカードによる利用はできない。
- 10 中野木島線（長野電鉄木島線代替バス）
  - （中野立志館 - ）中野駅 - 北信病院 - 若宮 - 高社中学校 - 柳沢 - 田上 - 木島 - （日赤） - 飯山駅
  - 中野駅 - 北信病院 - 若宮公民館 - 高社中学校 - 柳沢 - 田上 - 木島 - 日赤 - 飯山駅
- 12 温井線
  - 飯山駅 - （日赤） - 本町 - 飯山高校 - 平 - 戸狩野沢温泉駅 - （戸狩温泉スキー場） - 二ツ宮 - 温井 - （羽広山） - （土倉） - （柄山）

温井 - 柄山間はみゆきのラインバスとして運行[72]。2015年8月1日から、一部の便が新たに戸狩温泉スキー場を経由するようになった[41]。
土曜・休日と8月13日 - 8月16日及び12月29日 - 1月3日は運休。乗合タクシーのみの運行となる。
- 13 小境線
  - 飯山駅 - （日赤） - 本町 - 信濃平 - 小境 - 戸狩温泉スキー場 - 戸狩野沢温泉駅

土曜・休日と8月13日 - 8月16日及び12月29日 - 1月3日は運休。乗合タクシーのみの運行となる。

#### 菜の花バス
長電バスとしての路線の他に、飯山市のコミュニティバスである菜の花バスの運行を受託している。
菜の花タクシーへの変更以前の上野線と深沢線を含め、全路線の全区間が自由乗降区間となっている（ただし市街地循環線の静間北 - 中町東間を除く）。また、全路線とも土曜・休日と12月29日 - 1月3日の間は運休する。
- 市街地循環線
  - 飯山駅 - 飯山日赤 - （ベイシア北） - 雪と寺の町公園 - 本町 - 飯山日赤 - 飯山駅（ - ベイシア北 - 飯山駅）

月 - 金曜日のみ運行

#### 菜の花タクシー
飯山市の予約型乗り合いタクシーである菜の花タクシーのうち、富倉大川線・小境線・温井線・深沢永田線の運行を受託している。乗車には事前の電話予約が必要となっている。
- 富倉大川線（長電ハイヤーとして受託）
  - 大久保東（ベイシア北側） - 日赤 - 飯山駅 - 本町 - 山口 - 大川入口 - 富倉 - 倉本
- 小境線（長電バスとして受託）
  - （木島） - 大久保東（ベイシア北側） - 日赤 - 飯山駅 - 本町 - 信濃平 - 小境 - ちゃいむ - 戸狩野沢温泉駅

小型車両の導入により集落内のより多くのバス停を経由して自宅近くで乗降しやすくするようにサービス水準の向上を図るとともに、運行経費の軽減を実施することを目的として、路線バス 13 小境線の平日昼間と土休日終日の便をデマンド運行としたもの[72]。
- 温井線（長電バスとして受託）
  - （木島） - 大久保東（ベイシア北側） - 日赤 - 飯山駅 - 本町 - 飯山高校 - 平 - 戸狩野沢温泉駅 - 戸狩温泉スキー場 - 二ツ宮 - 温井 - 羽広山 - 柄山

2019年10月より路線バスの日中便と休日の運行をデマンド運行としたもの[74]。小境線と同様に集落内にも乗降箇所を設けて、利便性を高めている。
- 深沢永田線（長電ハイヤーとして受託）
  - 飯山駅 - 日赤 - 北畑 - 飯沢 - 道の駅 - 永田

#### 廃止路線
- 長沢線
  - （木島駅） - 飯山駅前 - （日赤病院） - 本町 - 富倉 - 県境 - 長沢
- 木島平線
  - 飯山駅前 - 木島駅 - 糠塚 - 落合
- 菜の花バス
以下の2路線は2015年4月1日から菜の花タクシーでの運行に変更された[75]。
  - 上野線
    - 飯山駅 - 飯山日赤 - 本町 - ショッピングストアーまるやま - 上野公民館

月・木曜日のみ運行
2019年現在は戸狩ハイヤー有限会社により火・木曜に運行されている[76]。
  - 深沢線
    - 飯山駅 - 飯山日赤 - 中央団地入口 - 深沢集会所

火・金曜日のみ運行
2019年現在は長電ハイヤーにより永田まで運行区間を延長し、深沢永田線として運行されている[76]。

### 飯綱営業所管内
旧・信濃交通本社営業所。上水内郡飯綱町内の路線を管轄する。
後述の信濃町支所管内と併せて2000年代に多くの路線が各町の新公共交通システムに再編された。ただし、新公共交通システムとしての運行開始後も、引き続き長電バスが主体となって運行を請け負っている。
営業所内の待合室に飯綱町i（アイ）バス（後述）の予約センターが併設されている。また、温かいお茶のサービスが受けられる。
一部の車両の行先表示では「牟礼営業所」「牟礼」などと表記される。

#### 飯綱町i（アイ）バス
もと高岡・飯綱線、溝口線、奈良本線として長電バスが飯綱町内で運行していた路線を再編し、2007年（平成19年）10月1日から飯綱町の新公共交通システム「i（アイ）バス」として運行を開始した。
運行は長電バスと飯綱ハイヤーが受託し、朝夕は定時定路線バスを、日中はデマンドワゴンをそれぞれ運行する。定時定路線バスは誰でも利用できるが、デマンドワゴンは利用登録した飯綱町民しか利用できない。
以下は定時定路線のうち長電バスが運行を受託している路線である。全路線とも土曜・休日と12月31日 - 1月3日の間は運休する（デマンドワゴンを含む）。KURURUはサービス開始当初は利用できなかったが、2019年までに全ての路線で利用可能になった。 
- 飯綱線（旧 高岡・飯綱線）
  - 飯綱営業所（牟礼） / 飯綱病院 - （牟礼駅） - 飯綱町役場 - （古町） - 野村上 - （袖の山 - 野村上） - 霊仙寺湖入口 - 飯綱温泉
- 地蔵久保線（旧 高岡・飯綱線の一部）
  - 飯綱営業所（牟礼） / 飯綱病院 - （牟礼駅） - 飯綱町役場 - （良松寺） - 野村上 - （横手） - 地蔵久保
- 東柏原線（旧 奈良本線の一部）
  - 飯綱営業所（牟礼） - 飯綱町役場 / 飯綱病院 - （牟礼駅） - 北部高校入口 - 湯河原 - （馬場 - 第二小学校） - 東柏原

#### 廃止路線
- 奈良本線（旧 奈良本線）
  - 飯綱営業所（牟礼） - 牟礼駅 - （飯綱病院） - 北部高校入口 - 風坂 - 馬場 - 第二小学校 - 奈良本
- 堀越線（旧 溝口線）
  - 飯綱営業所（牟礼） - 牟礼駅 - （飯綱病院） - 三水庁舎 - 御所の入 - 堀越

これらの路線はi（アイ）バス運行開始後、朝夕に飯綱ハイヤーが定時定路線バスとして運行している[77][78]。

### 飯綱営業所信濃町支所管内
上水内郡信濃町内の路線を管轄する。
飯綱町と同様にほとんどの路線が新公共交通システムに再編され、長電バスとしての路線は2町にまたがる国道線と、観光客向けの周遊バスが残るのみである。
- 国道線
  - 飯綱病院 - 飯綱町役場 - 芹沢 - いこいの家 - 信越病院 - 黒姫駅
  - いこいの家 - 信越病院 - 黒姫駅 - 道の駅しなの - 黒姫高原

土曜・休日と12月29日 - 1月3日は運休
なお、飯綱町i（アイ）バス運行開始以降、朝夕に飯綱ハイヤーの飯綱営業所（牟礼） - 飯綱町役場 - 芹沢間の定時定路線バスも運行している[77][78]。
- 周遊バス
  - 黒姫駅 - （野尻湖） - 道の駅しなの - 黒姫高原 - 黒姫童話館
  - 野尻湖 - 道の駅しなの - 黒姫高原 - 黒姫童話館

季節運行

#### 信濃町新交通バス
もと国道線、黒姫高原線、荒瀬原線、板橋線として長電バスが運行していた路線、古海線として川中島バスが運行していた路線、ならびに信濃町コミュニティバス「ふれあい号」を再編し、2012年（平成24年）4月1日から信濃町新交通バスとして運行を開始した。
朝夕は長電バスが定時定路線を受託運行し、日中は長電バス・野尻湖タクシー・鳥居川観光タクシーがデマンドタクシー「ふれあいコスモス号」を運行する。定時定路線バスは誰でも利用できるが、ふれあいコスモス号は利用登録した信濃町民しか利用できない。
川中島バスから引き継いだ1 古海・菅川線は、妙高高原駅 - 熊坂の1区間のみ新潟県妙高市に乗り入れている。長電バスの車両が定期的に新潟県内に乗り入れるのは、高速バスを除くと長沢線（飯山駅 - 長沢）の廃止以来のことである。
全路線とも土曜・休日と12月29日 - 1月3日の間は運休する。
- 1 古海・菅川線
  - 妙高高原駅 - 熊坂 - 毛見 - 古海 - 菅川
- 2 熊坂・野尻線
  - 信濃小中学校 - （信越病院） - 黒姫駅 - 貫ノ木 - 野尻湖 - 熊坂
- 3 高沢・六月線
  - 信濃小中学校 - （信越病院） - 黒姫駅 - 六月 - 柏木立 - 高沢
- 4 長水・仁之倉線
  - 黒姫駅 - （信越病院） - 信濃小中学校 - 落合 - 原 - 仁之倉中央 - 長水
- 5 石橋・板橋線
  - 黒姫駅 - （信越病院） - 信濃小中学校 - 原 - 富ヶ原中央 - 板橋 - 稲付中央 - 石橋東
- 6 北信・高山線
  - 黒姫駅 - （信越病院） - 信濃小中学校 - 辻屋 - 富士里支館 - 稲付東 - 北信 - 高山
- 7 荒瀬原線
  - 黒姫駅 - （信越病院） - 古間大門 - 吹野 - 古間駅 - 下荒瀬原 - 土橋
- 8 黒姫高原・瑞穂線
  - 信濃小中学校 - （信越病院） - 仁之倉東 - 黒姫駅西口 - 赤渋 - 柏木立 - 黒姫保養地

### 車両
日野自動車・三菱ふそうトラック・バス製の車両を中心に導入されている。カラーリングは長野電鉄の電車（旧塗色）と同じクリーム色に赤の組み合わせを採用するが、貸切バスは1998年の長野オリンピック前後から銀色ベースに変更されている。
また、一般路線向けにディーゼルエンジンとモーターのハイブリッドシステムを搭載したノンステップバス（ハイブリッド・ノンステップバス）を保有している。主に東長野病院線・三才線・浅川西条線・平林・柳原線・志賀高原線で運用されている。

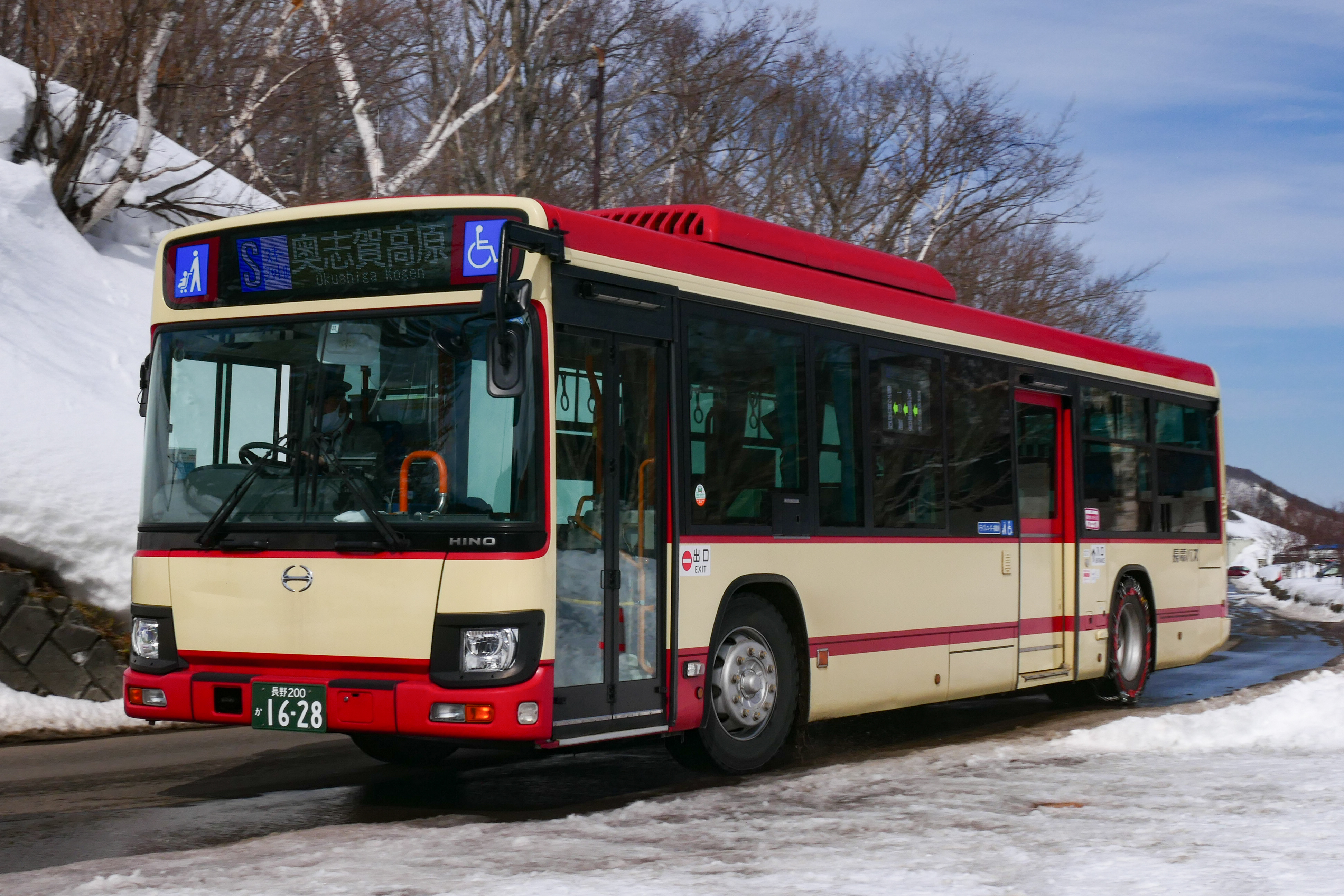
路線バス
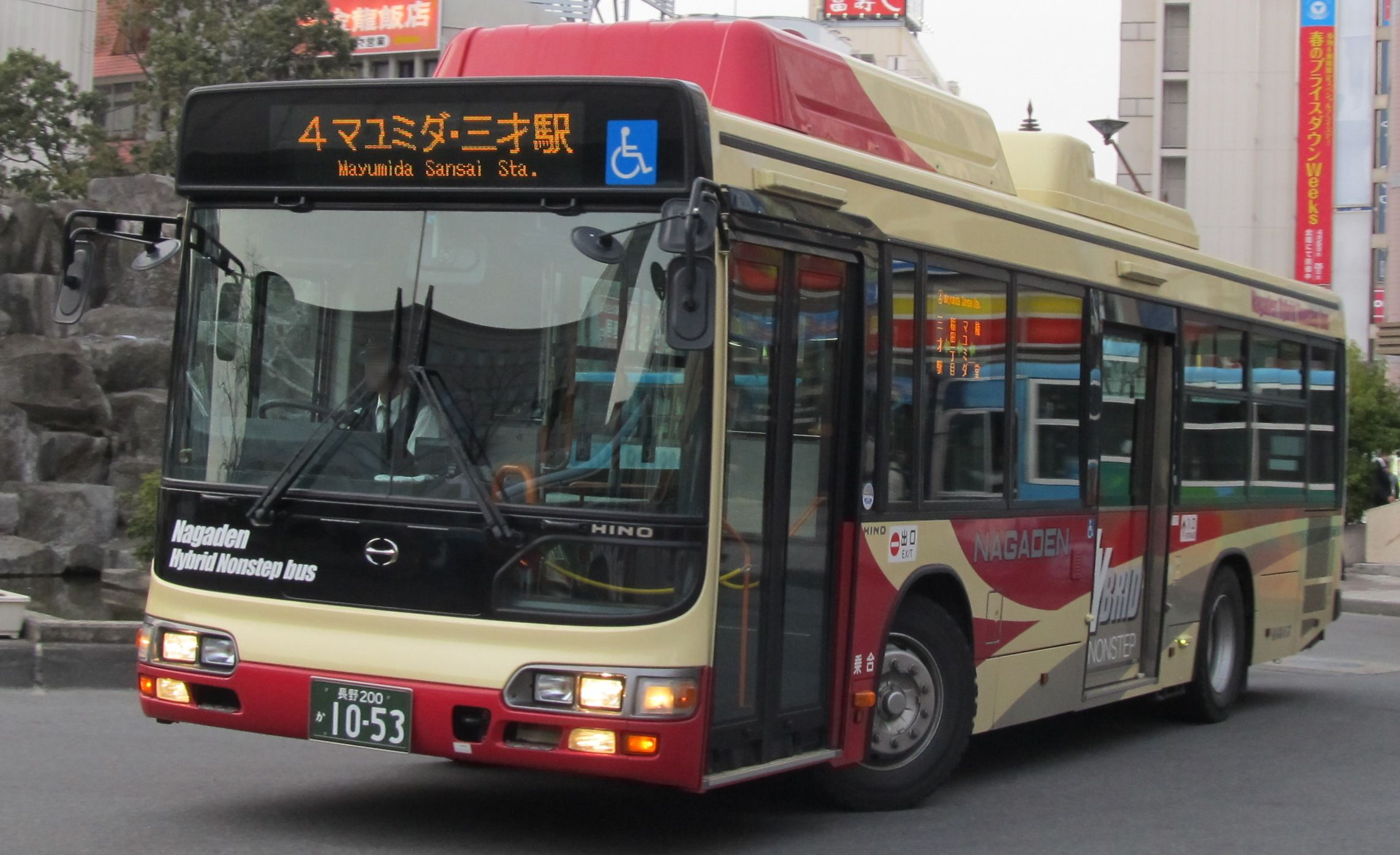
ハイブリッド・ノンステップバス
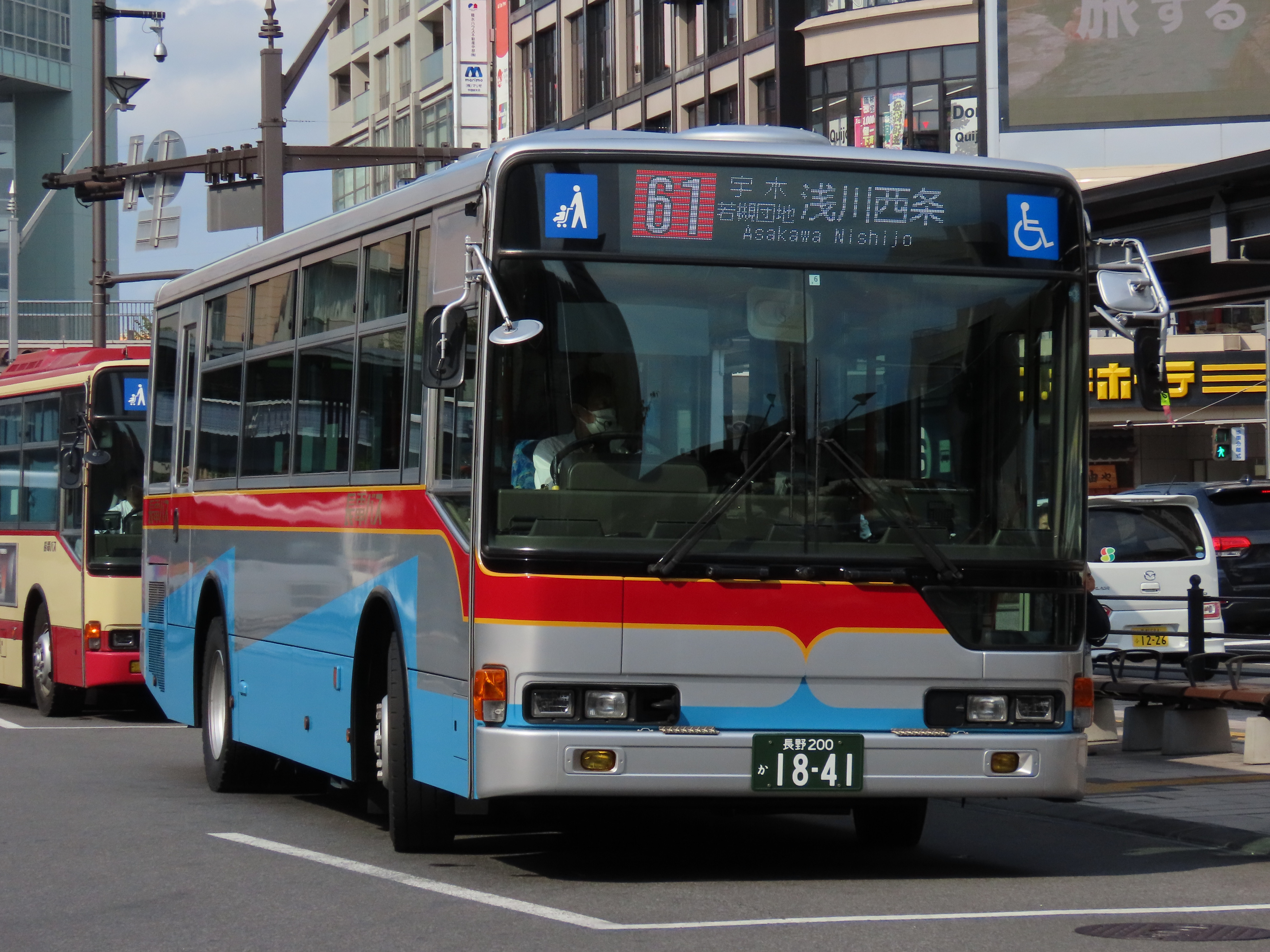
「東急バス」ラッピング車
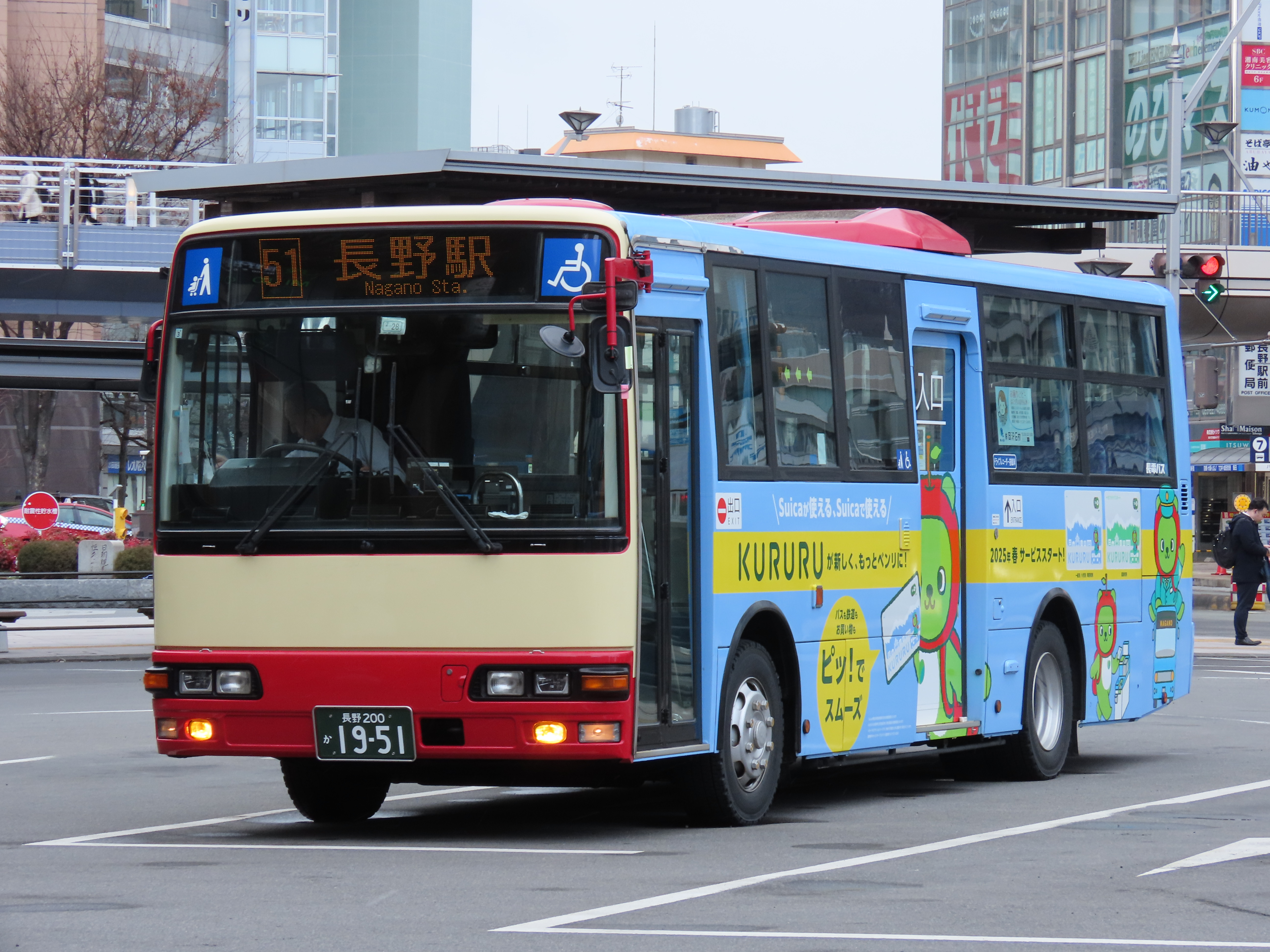
「新KURURU」ラッピング車
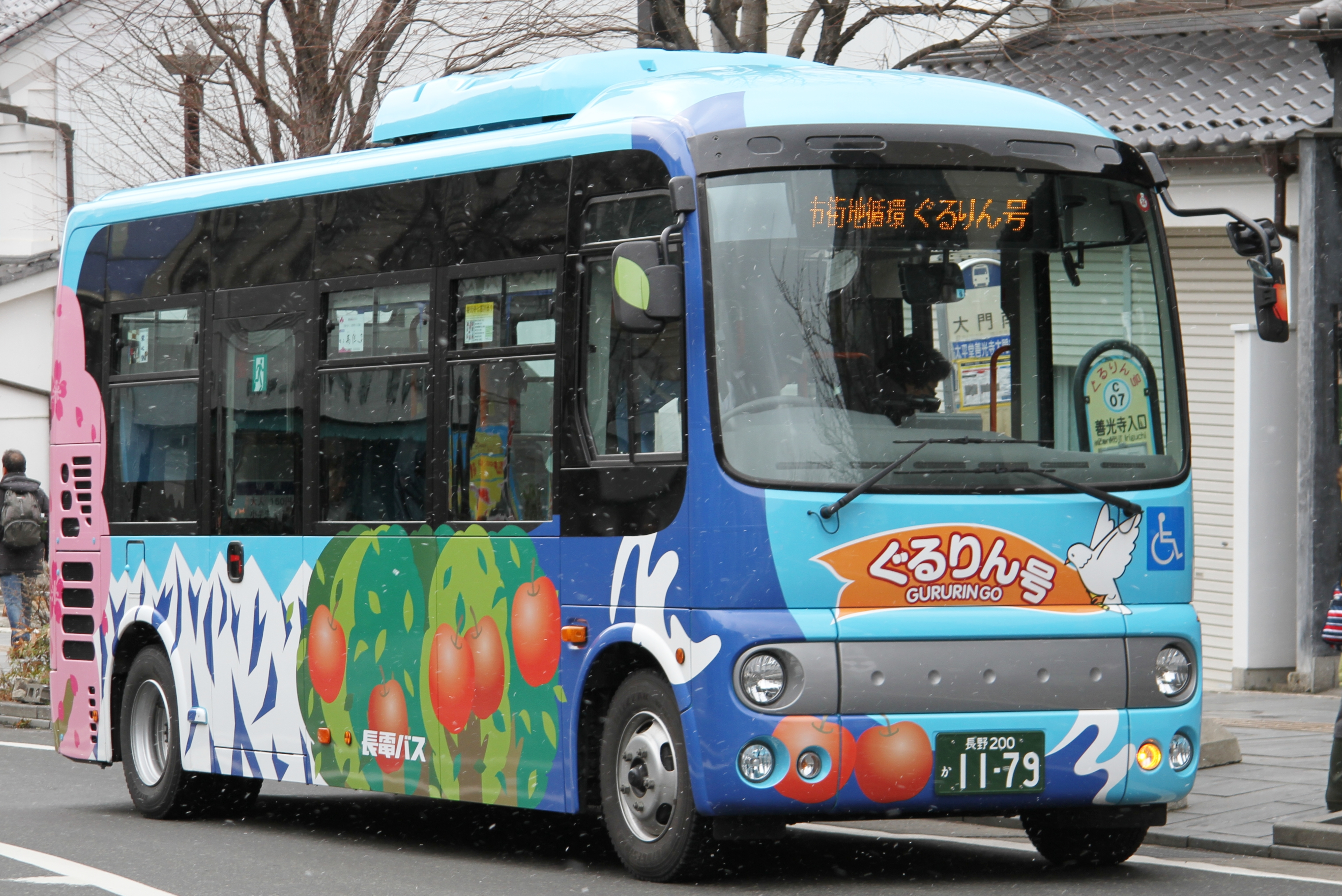
ぐるりん号
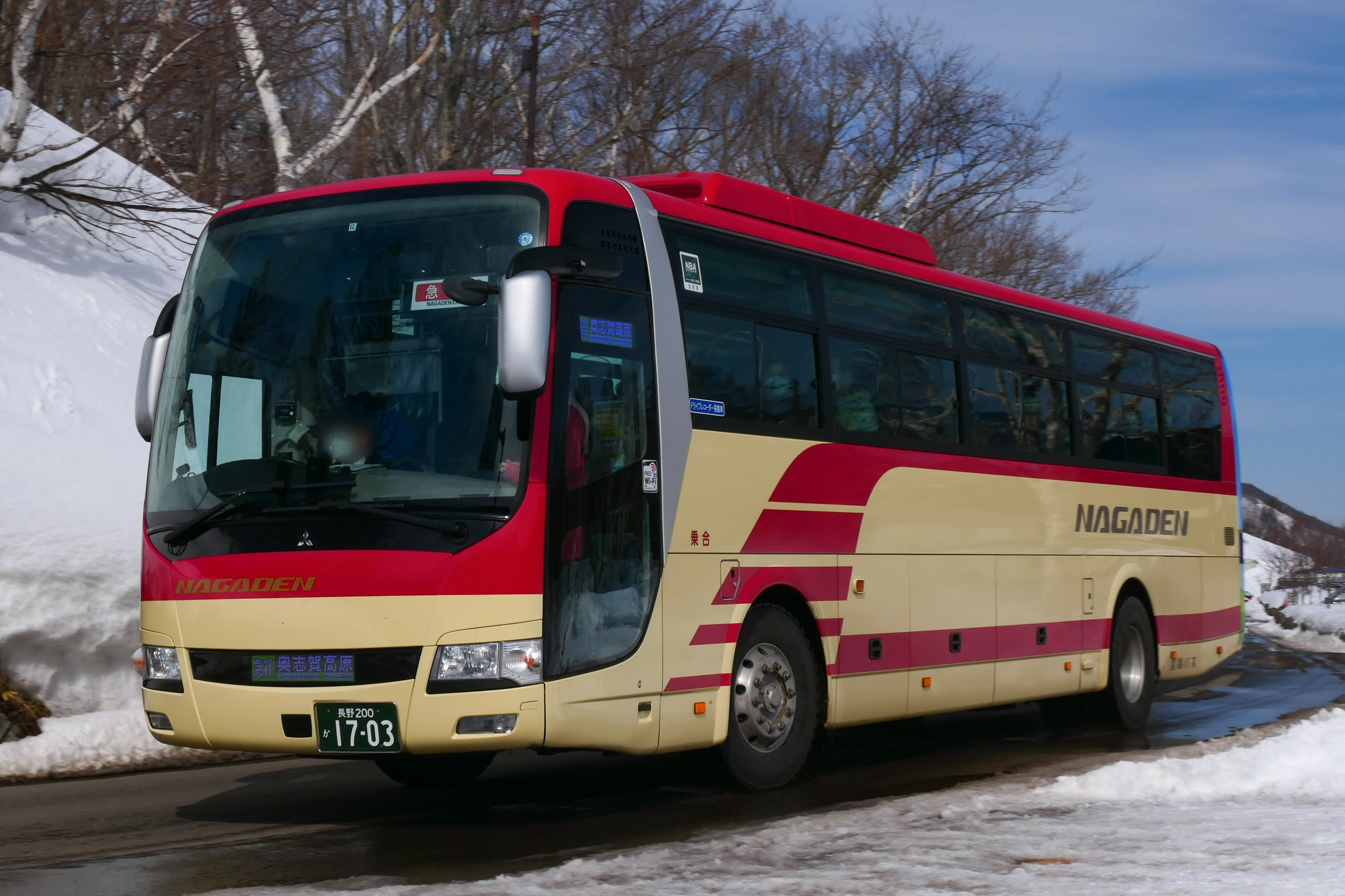
高速バス
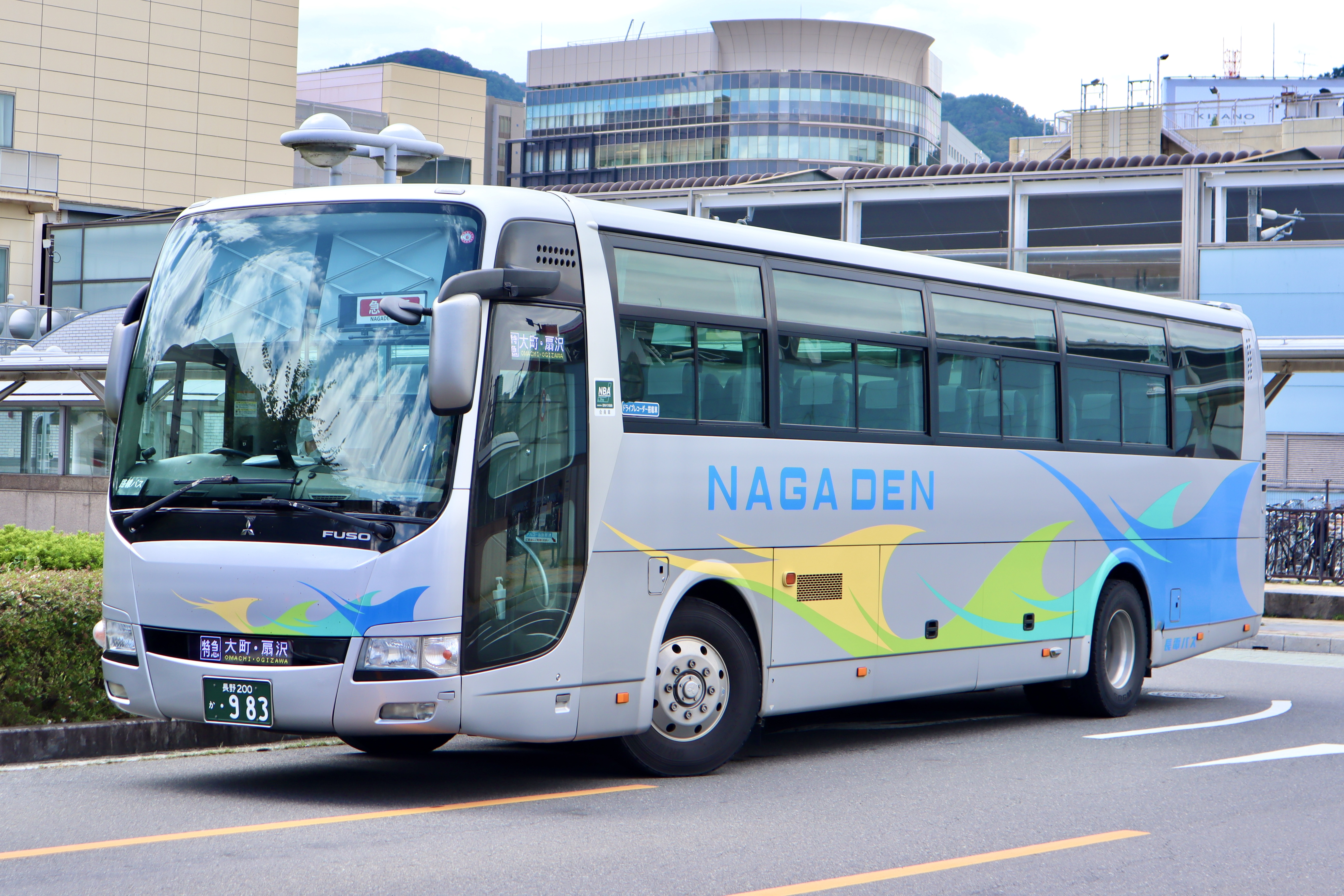
高速バス（銀）
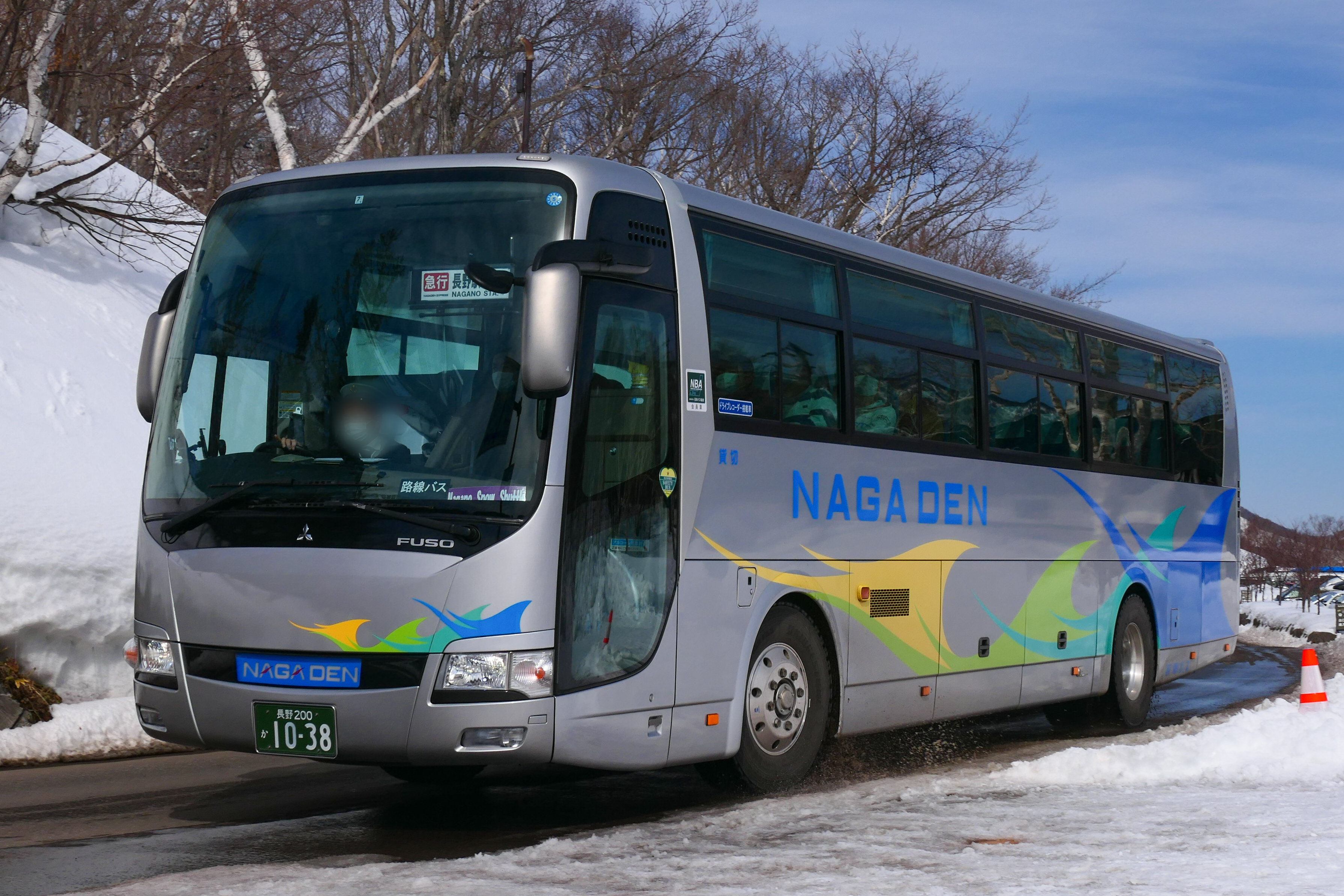
貸切バス
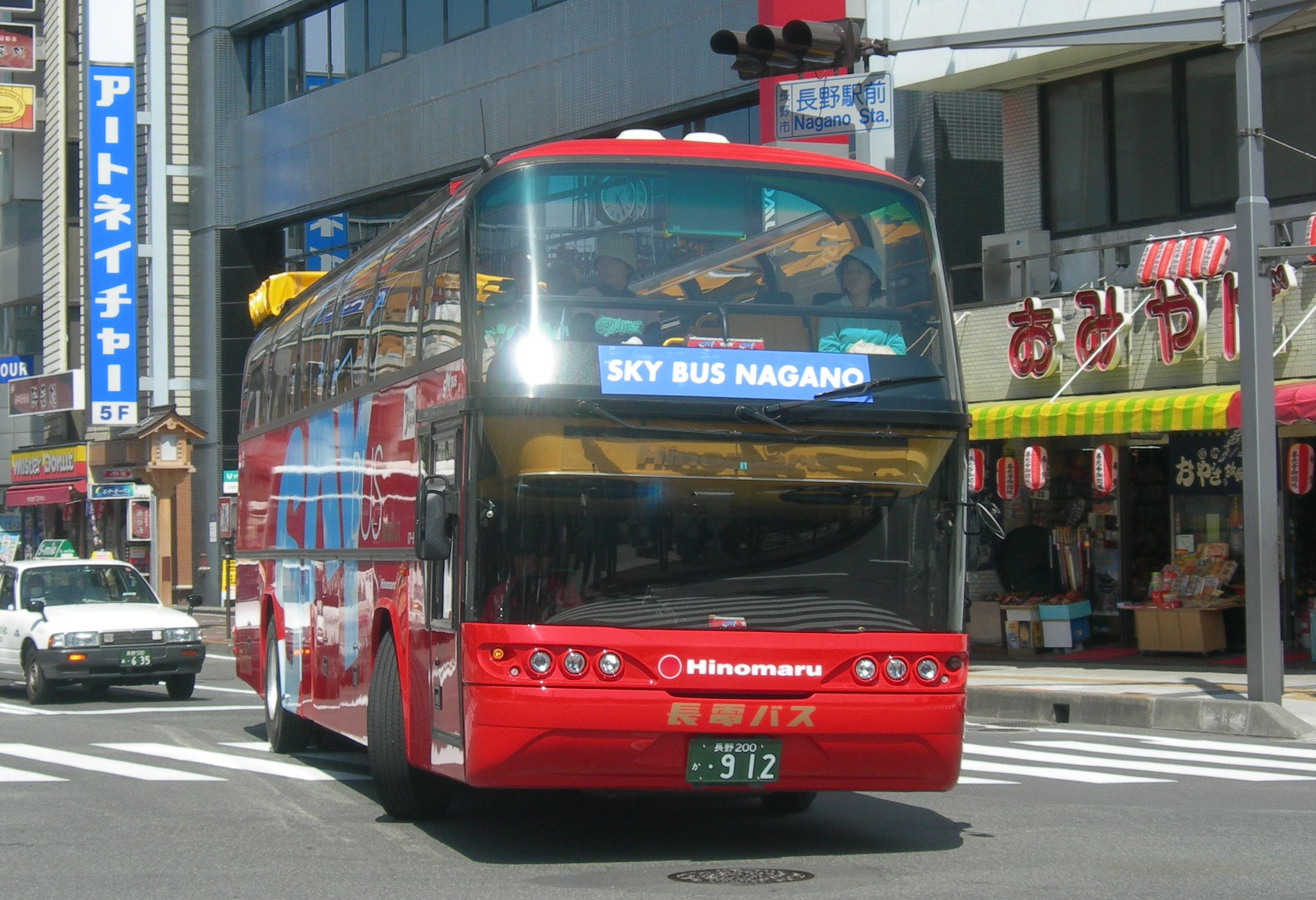
日の丸自動車興業から貸与を受けていたスカイバス
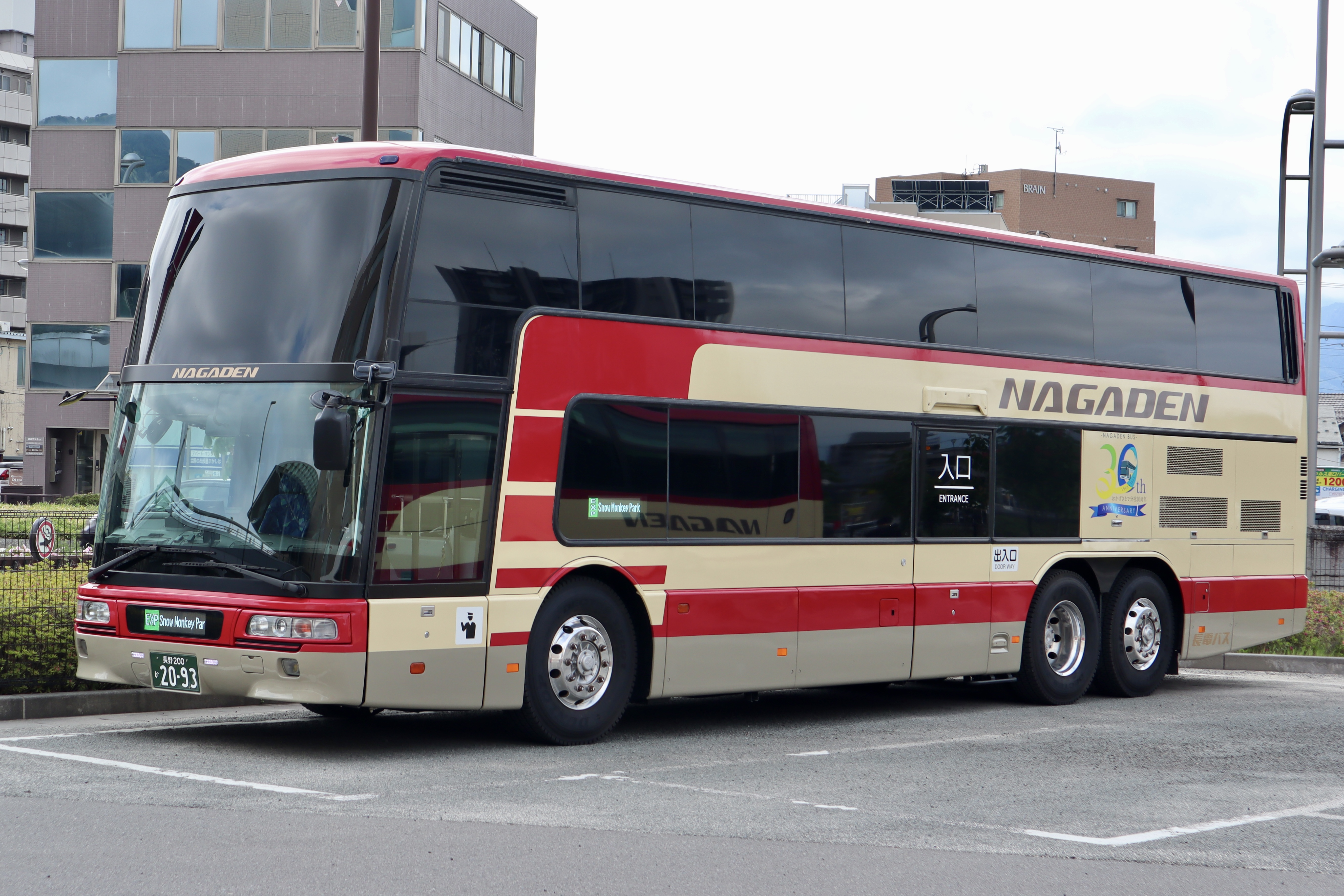
スノーモンキーパーク直行便専用ダブルデッカー車

## 長電ハイヤー

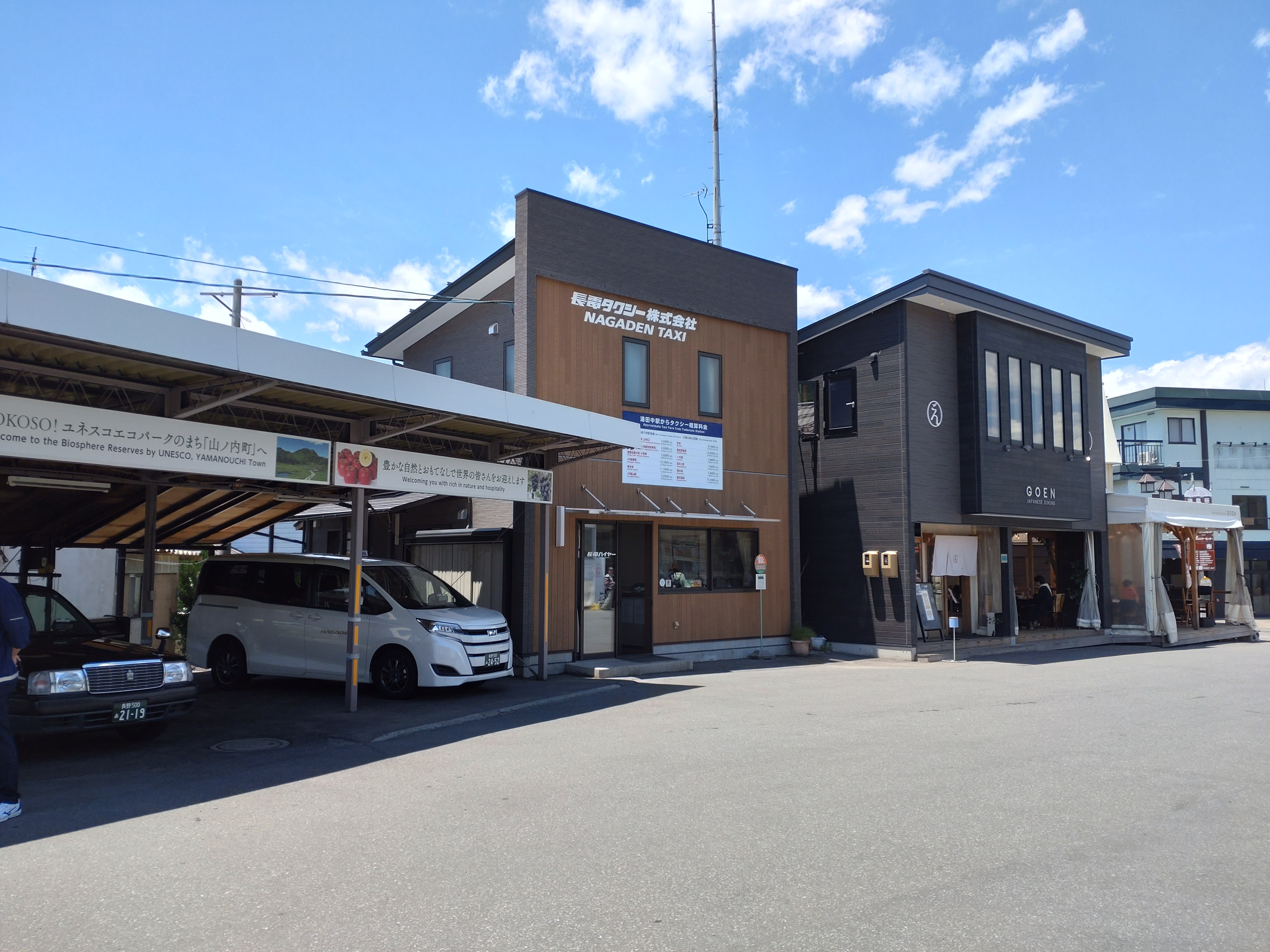
湯田中駅前にある長電ハイヤー 湯田中営業所（旧・長電タクシー 湯田中営業所）。2023年時点で建物上部には依然「長電タクシー株式会社」と掲げられているが、建物扉には「長電ハイヤー」と記されている。

長電ハイヤー（ながでんハイヤー）は、長電バスが営むタクシー事業のブランドである。
長電バスのハイヤー事業は、2020年（令和2年）に飯山観光ハイヤー株式会社を合併したことに始まり、当初はそのまま引き続き飯山観光ハイヤーの名称で運行していた。その後、2022年（令和4年）に長電タクシー株式会社 湯田中営業所の事業および岳北ハイヤー有限会社のタクシー事業を吸収分割したことで、長電ハイヤーに改称した。
現在では、湯田中営業所・飯山営業所を拠点に、奥信濃交通圏（飯山市・中野市・下水内郡・下高井郡）において営業している。また、飯山市乗合タクシー富倉大川線（旧長電バス長沢線）・深沢永田線、中野市乗合タクシー「お出かけタクシー」、山ノ内町コミュニティバス「楽ちんバス」（旧長電バス須賀川線ほか）、木島平村デマンド交通「ふう太号」の運行を受託している（詳細は#湯田中営業所中野管内・#飯山営業所管内を参照）。
なお、ながでんグループ内にはつばめ長電タクシー株式会社も存在するが、こちらは長野交通圏・北信濃交通圏（主に長野市・須坂市・小布施町）で営業している。

### 車両
全23両を所有する。
- 特定大型車 - 5両（湯田中営業所2両・飯山営業所3両）
  - 日産・エルグランド
  - トヨタ・ハイエース
- 普通車 - 18両（湯田中営業所12両・飯山営業所6両）
  - トヨタ・ノア
  - トヨタ・アリオン

### 特徴的なサービス
長電バス（路線バス）の回数乗車券（金額式）を支払いに利用できる。その他、PayPayなどが利用可能。

## 営業所
- 長野営業所 - 長野県長野市大字村山471-1
  - 長電高速バス長野駅前案内所 - 長野県長野市末広町1356（Nacs末広）
- 湯田中営業所（長電ハイヤー併設） - 長野県下高井郡山ノ内町平穏3231-1（湯田中駅前）
  - 中野支所 - 長野県中野市西一丁目6番（信州中野駅前）
  - 蓮池出張所 - 長野県下高井郡山ノ内町平穏7148
- 飯山営業所（長電ハイヤー併設） - 長野県飯山市木島1016-2
- 飯綱営業所 - 長野県上水内郡飯綱町普光寺919-2
  - 信濃町支所 - 長野県上水内郡信濃町柏原57-1